# Copenhague
Pour les articles homonymes, voir Copenhague (homonymie).
Copenhague (prononcé /kɔ.pə.naɡ/ ; en danois : København /købm̩ˈhɑwˀn/ ) est la capitale et la plus grande ville du Danemark. La commune de Copenhague (Københavns Kommune) compte 653 648 habitants en 2023, et son agglomération, le Grand Copenhague, en compte 1 345 562 (janvier 2023). Le nom de Copenhague est généralement donné à l'ensemble du comté de Copenhague, qui regroupe, quant à lui, 1 891 871 habitants. Située sur la côte orientale de l'île de Seeland, face au détroit d'Øresund qui sépare le Danemark de la Suède voisine, Copenhague est reliée à Malmö par le pont de l'Øresund. Son nom danois, København, déformation de Købmandshavn (« le port des commerçants »), rappelle sa position stratégique  sur le Kattegat, à proximité immédiate de la mer Baltique.
Fondée au Xe siècle par les Vikings, Copenhague est à l'origine un village de pêcheurs, fortifié en 1167. La ville devient la capitale du Royaume de Danemark dès le début du XVe siècle. Au cours du XVIIe siècle, sous le règne du roi Christian IV, elle devient une des plus grandes villes d'Europe du Nord, renforçant son statut de capitale. Après avoir connu les ravages de la peste et de nombreux incendies au XVIIIe siècle, Copenhague voit se construire la vieille ville actuelle, et notamment le quartier de Frederiksstaden et des institutions comme le Théâtre royal danois ou l'Académie royale des beaux-arts. En partie détruite par les troupes de l'amiral Nelson lors de la bataille de Copenhague (1801), la ville est reconstruite dans un style néoclassique durant l'Âge d'or danois. L'urbanisme de Copenhague est rénové à la suite de la Seconde Guerre mondiale par le plan Finger (en), qui organise le développement industriel et urbain autour des cinq voies ferrées partant du centre-ville (Indre By).
Copenhague est le siège du parlement national (le Folketing), du gouvernement et de la monarchie danoise ; plusieurs institutions se trouvent dans le château de Christiansborg. Elle est également le cœur industriel et financier du pays, accueillant les sièges sociaux des plus grandes entreprises danoises, comme Maersk, Novo Nordisk et la brasserie Carlsberg. Le niveau de vie y est très élevé et le PIB par habitant est parmi les plus importants au monde. Outre un dynamisme industriel dans les services et la pharmaceutique, l'économie de Copenhague est marquée par le développement des cleantechs, en lien avec l'objectif municipal de parvenir à la neutralité carbone d'ici 2025. Les transports en commun et l'usage du vélo sont très fortement développés.
Le paysage urbain de la ville est caractérisé par ses nombreux ponts, parcs et fronts de mer. Le port de Nyhavn est célèbre pour ses maisons en bois aux façades colorées. Christiania est une communauté intentionnelle autogérée, accueillant une population d'artistes, de hippies et des mouvements alternatifs. Dans le centre historique se trouvent le quartier latin ainsi que le château de Rosenborg, ancienne résidence royale. À l'est, sur la côte, se trouve la citadelle du Kastellet et la statue de La Petite Sirène. Enfin, Copenhague compte deux vastes jardins aujourd'hui transformés en parc d'attractions : Bakken et les Jardins de Tivoli.

## Géographie

### Localisation

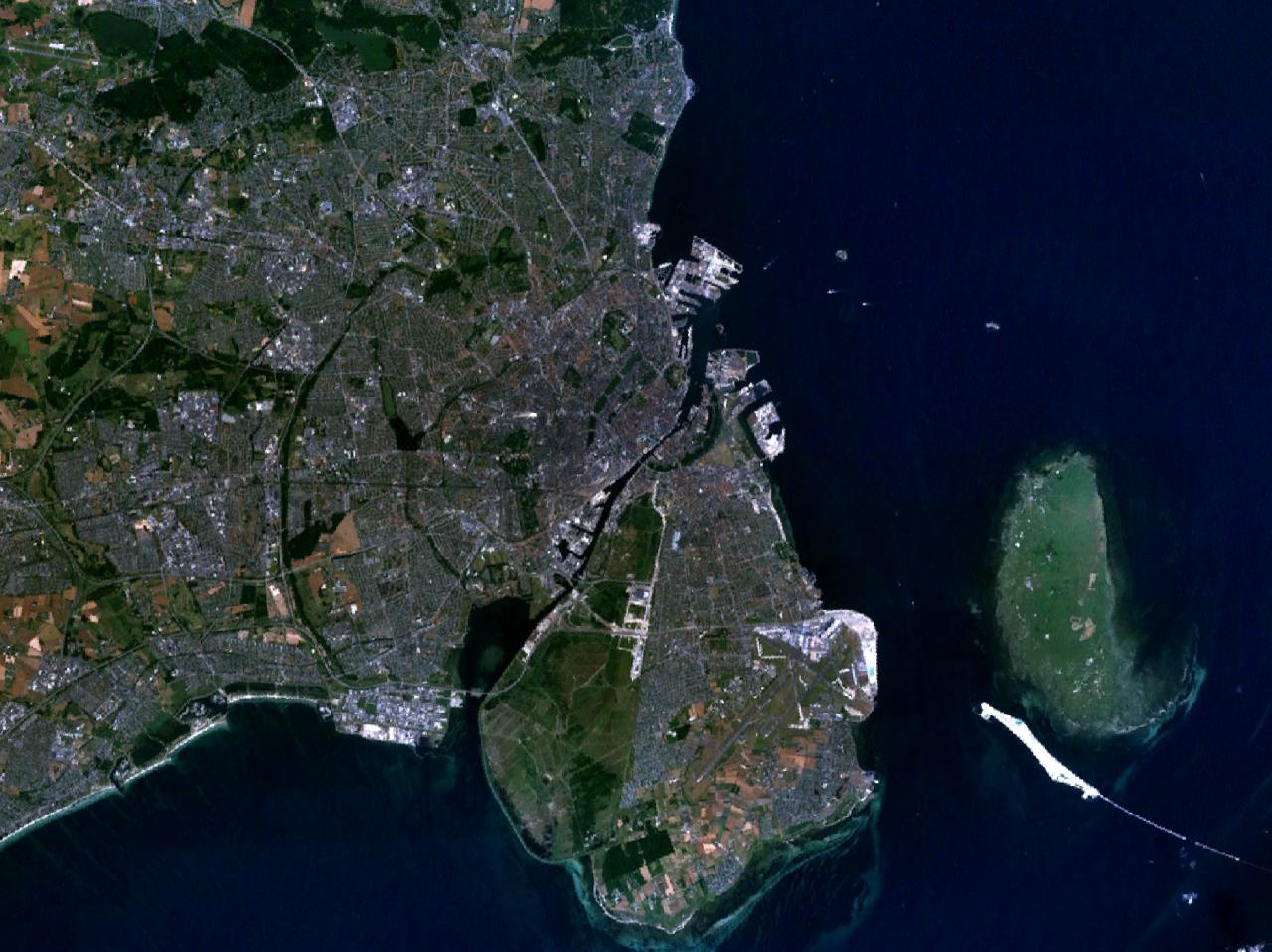
Copenhague vue par satellite.

La ville de Copenhague est située sur la côte orientale de l'île de Seeland, mais aussi sur l'île plus petite d'Amager, laquelle se trouve face à l'Øresund, qui relie le Cattégat à la mer Baltique et sépare le Danemark de la Suède.

### Relief
La partie ouest de Copenhague est relativement plate, mais on trouve un terrain plus accidenté au nord et au sud de la ville. Au nord-ouest de Copenhague se dresse, par exemple, une assez grande chaîne de collines culminant à 50 m d'altitude.
Ces paysages vallonnés sont coupés par des lacs et la rivière Mølleåen.
Le point culminant du Grand-Copenhague se trouve dans le bois de Rude à 91 m d'altitude. L'altitude plus élevée autour de Gladsaxe a favorisé l'implantation d'une réserve pour l'approvisionnement en eau de l'agglomération ainsi que le poste émetteur de Gladsaxe. Au sud-ouest, se dresse une déformation calcaire dans la faille de Carlsberg.
Les parties centrales de Copenhague se situent plutôt sur un terrain plus plat ou plus ou moins vallonné comme à Valby ou Brønshøj. Deux systèmes de vallées suivent du nord-est au sud-ouest ces petites chaînes de collines ; dans l'une des vallées, se situent les lacs du centre de Copenhague, dans l'autre se trouve le lac Damhussøen. Ces petites vallées sont recoupées par les rivières Harestrup Å et Ladegårdsåen.
Amager et une grande partie de la vieille ville se situe sur un terrain côtier plat. Une partie de la vieille ville, y compris Christianshavn et Islands Brygge, se trouve aujourd'hui sur une zone qui constituait le fond marin il y a 500 ans[réf. souhaitée].

### Géologie
D'un point de vue géologique, Copenhague se situe, comme la plus grande partie du Danemark, sur une moraine de fond datant de la période glaciaire, qui elle-même repose sur un fond calcaire plus dur. À certains endroits, il n'y a que 10 m jusqu'au fond calcaire, ce qui posa d'importants problèmes lors de la construction des voies de métro[réf. souhaitée].

#### Ville-éponge
En raison de l'augmentation de la fréquence des épisodes pluvieux intenses, Copenhague se transforme en ville-éponge, mieux capable de retenir l'eau grâce des solutions fondées sur la nature, mais aussi de la stocker en recourant aux équipements techniques, en particulier souterrains.

### Climat
Copenhague a un climat océanique (Cfb selon la classification de Köppen) avec comme record de chaleur 33,8 °C le 12 août 1975 et comme record de froid −24,2 °C le 26 janvier 1942. La température moyenne annuelle est de 9 °C.
| Mois                                | jan.  | fév. | mars  | avril | mai  | juin | jui. | août | sep. | oct. | nov.  | déc. | année |
| ----------------------------------- | ----- | ---- | ----- | ----- | ---- | ---- | ---- | ---- | ---- | ---- | ----- | ---- | ----- |
| Température minimale moyenne (°C)   | −2    | −2,4 | −0,6  | 2,3   | 7,2  | 11,3 | 12,9 | 12,6 | 9,8  | 6,7  | 2,7   | −0,5 | 6     |
| Température moyenne (°C)            | 0,1   | −0,1 | 2     | 5,7   | 10,9 | 15,1 | 16,4 | 16,3 | 13,2 | 9,5  | 5,1   | 1,8  | 9     |
| Température maximale moyenne (°C)   | 1,9   | 2    | 4,8   | 9,5   | 15   | 19,2 | 20,4 | 20,3 | 16,7 | 12,1 | 7,1   | 3,7  | 12    |
| Record de froid (°C)                | −24,2 | −20  | −18,5 | −8,8  | −3,4 | 1    | 0,7  | 0,6  | −3,2 | −7   | −15,2 | −16  | −24,2 |
| Record de chaleur (°C)              | 11,8  | 15,8 | 20,8  | 26,2  | 28,5 | 32,7 | 33   | 33,8 | 29,8 | 23,2 | 16,6  | 12,8 | 33,8  |
| Ensoleillement (h)                  | 45    | 67   | 110   | 168   | 217  | 218  | 202  | 193  | 133  | 90   | 55    | 42   | 1 539 |
| Précipitations (mm)                 | 46    | 30   | 39    | 39    | 42   | 52   | 68   | 64   | 60   | 56   | 61    | 55   | 613   |
| Nombre de jours avec précipitations | 10    | 8    | 9     | 8     | 8    | 8    | 10   | 10   | 10   | 9    | 12    | 11   | 113   |

## Administration

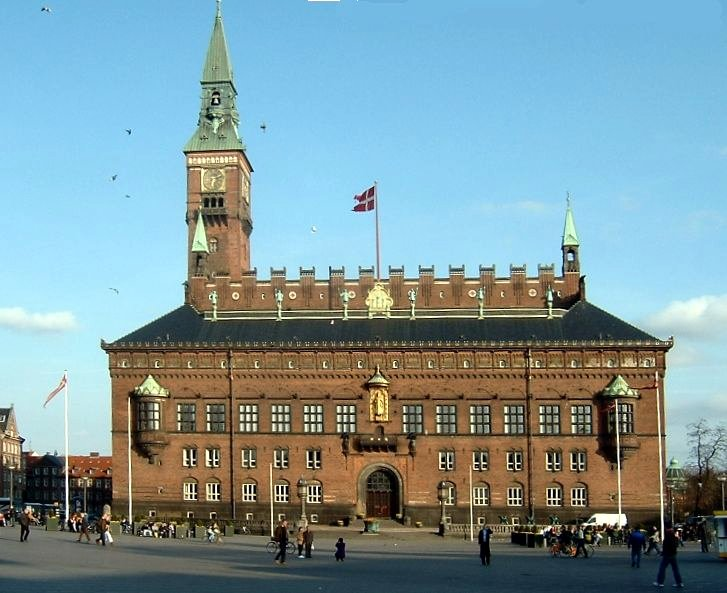
Hôtel de ville de la commune de Copenhague.

Avant le 1er janvier 2007, la commune de Copenhague constituait à elle seule un amt (département). L’amt de Copenhague, malgré son nom, ne comprenait que les communes métropolitaines de la capitale, mais pas la ville de Copenhague elle-même. La métropole de Copenhague, ou Grand-Copenhague (Storkøbenhavn), était composée des deux amter de Copenhague et de Frederiksberg, ainsi que l'amt de Copenhague, lequel regroupait plusieurs communes dont Gentofte.
La communauté urbaine de Copenhague ou Grand Copenhague regroupe 18 communes de la périphérie de Copenhague.
Après le 1er janvier 2007, le système administratif du Danemark est modifié et les amter disparaissent et sont regroupés pour former des régions. La commune de Copenhague devient l'une des 29 communes de la région de Hovedstaden. La région métropolitaine de Copenhague comprend elle, depuis cette date, 33 communes et 6,3 % (2 673 km2) de la surface terrestre du Danemark.
La région de l'Øresund, qui est quant à elle transfrontalière, comprend la région de Copenhague, une grande partie du Seeland et de la partie occidentale de la Scanie en Suède.

## Histoire

### Préhistoire

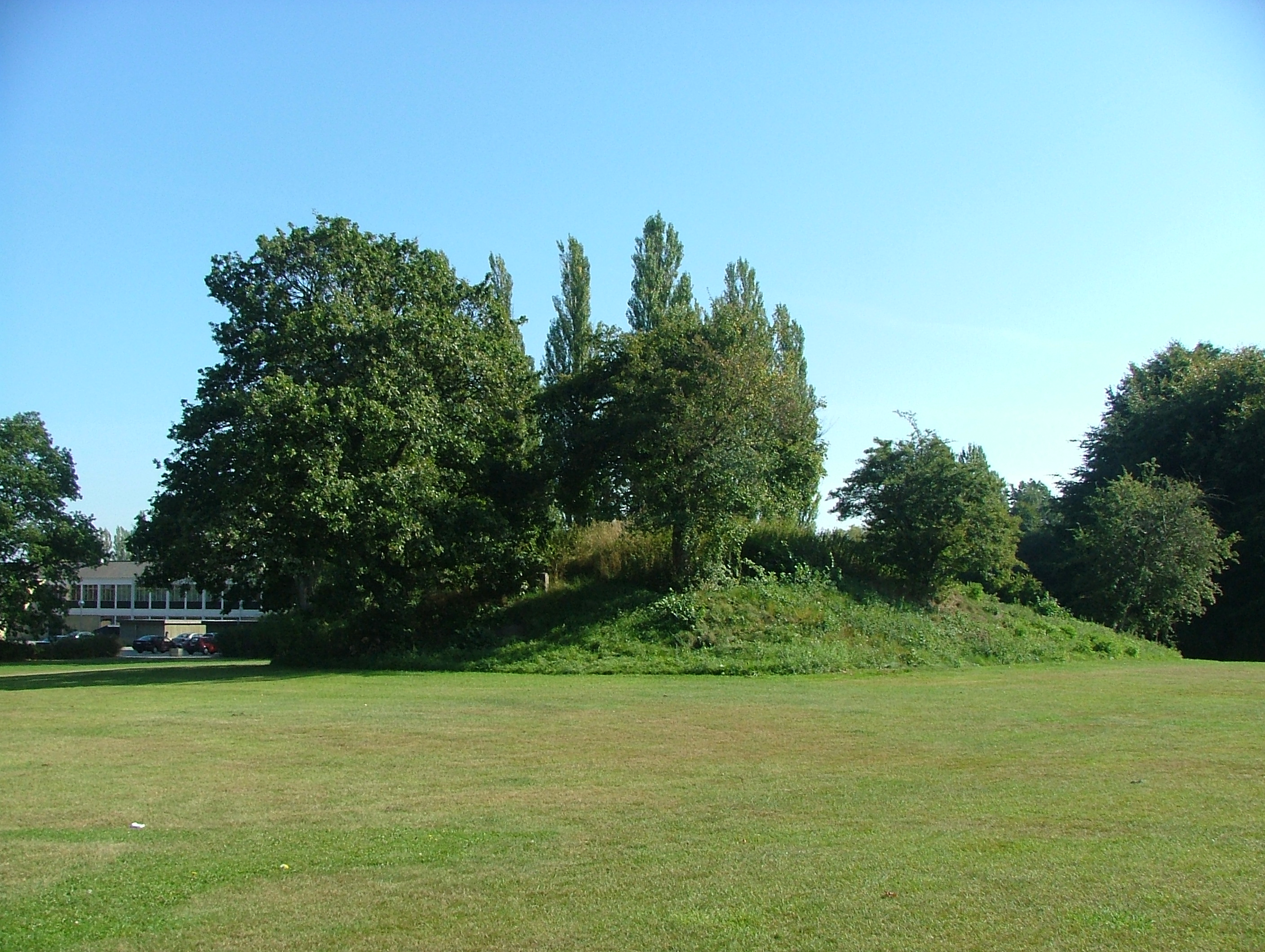
Tumulus préhistorique dans la banlieue de Brøndby.

Des découvertes archéologiques datant de la préhistoire ont été faites dans la région. Les outils en silex fournissent des preuves d'établissements humains datant du mésolithique. Lors de la construction d'Amager Strandpark, des vestiges d'une colonie côtière du néolithique ont été trouvés. Des tumulus situés dans la banlieue indiquent une activité humaine à l'âge du bronze, et de nombreux noms de villages près de la ville témoignent également de la fondation de villages à l’âge des Vikings.
Bien que les premiers documents historiques de Copenhague soient datés de la fin du XIIe siècle, les découvertes archéologiques récentes dans le cadre des travaux sur le métro de la ville ont révélé des traces de ponts de bateaux à Gammel Strand, qui remontent à environ l'an 700 apr. J.-C., les vestiges d'un manoir de grand marchand construit environ vers 1020 près de la place publique Kongens Nytorv ainsi que les restes d'une ancienne église, avec des tombes datant du XIe siècle près du lieu où se réunit la rue commerçante Strøget et la place de l'hôtel de ville (Rådhuspladsen).
Ces découvertes indiquent que les origines de Copenhague en tant que ville remontent au moins au XIe siècle. Plusieurs historiens[réf. souhaitée] croient que la ville moderne de Copenhague prend racine à la fin de l'âge des Vikings et que celle-ci a été probablement fondée par Sven Ier de Danemark.
Des fouilles ont mis en évidence l'existence de deux colonies au XIe siècle[réf. souhaitée]. La première était située entre les actuelles rues Mikkel Bryggers Gade, Vestergade, Gammeltorv/Nytorv et Løngangsstræde, ce qui correspondait à peu près à la ligne côtière de l'époque. La seconde, plus petite, correspond à l'actuel Kongens Nytorv.

### Moyen Âge
La première mention de la ville se situe en 1043 dans la Knýtlinga saga sous le nom de port (Hafnæ, puis Hafnia)[réf. souhaitée], où il est dit que Sven II de Danemark s'y réfugie après avoir été battu par Magnus Ier de Norvège. Dans la Geste des Danois, écrite dans les années 1200, Saxo Grammaticus se réfère à la ville sous le nom de Portus Mercatorum[réf. souhaitée], soit en danois de l'époque Købmannahavn, qui signifie le port des marchands.

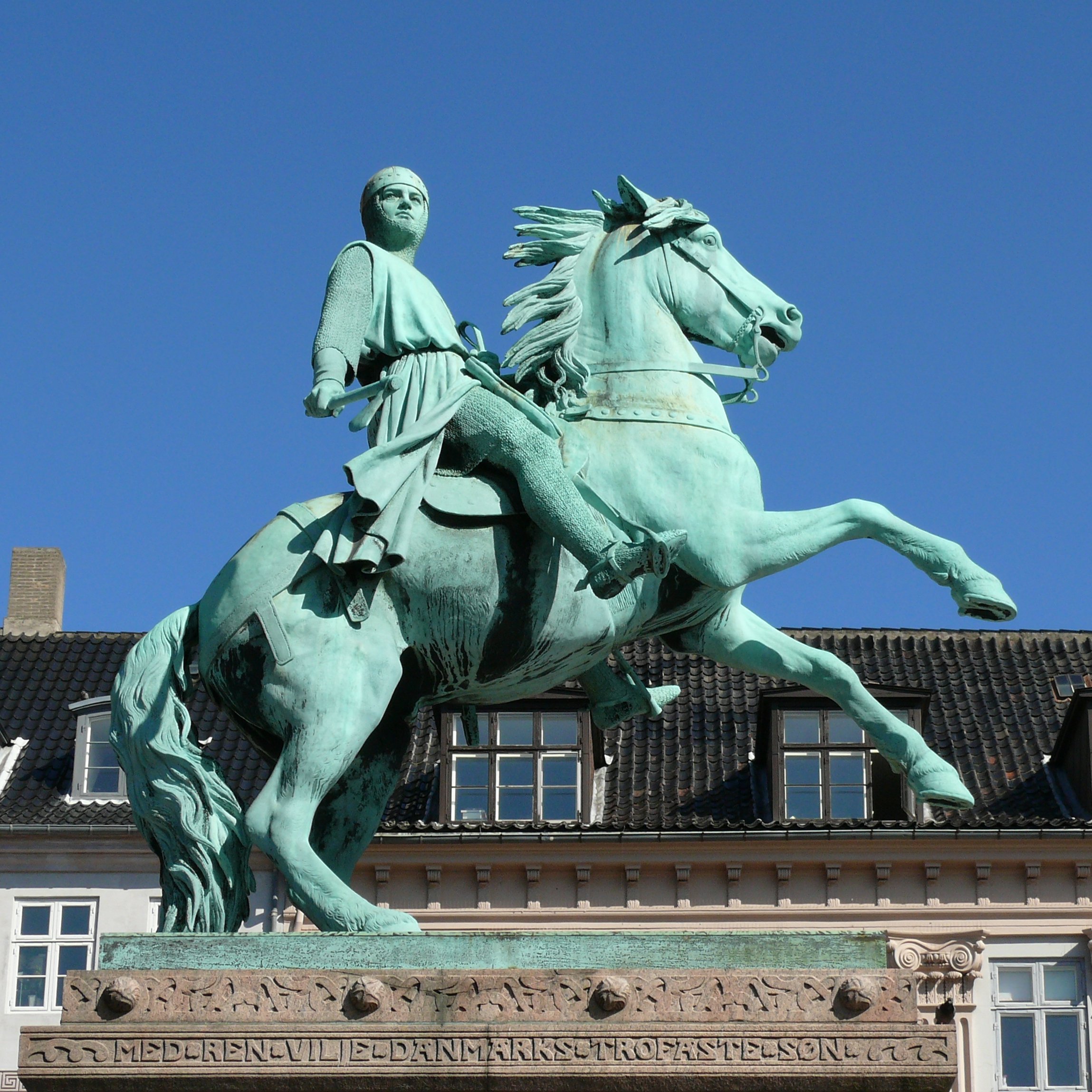
Statue équestre de l'évêque Absalon à Copenhague.

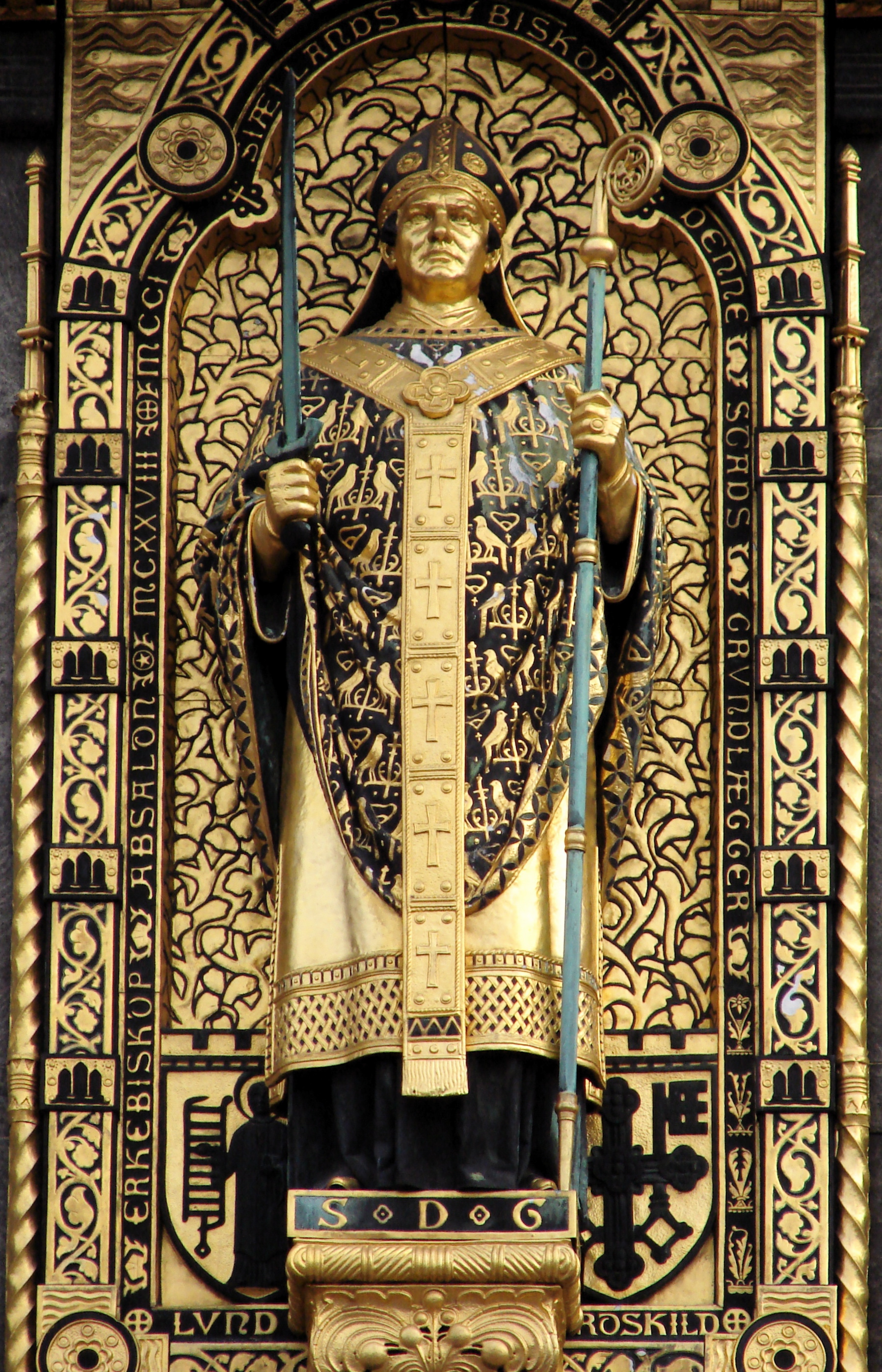
Statue de l'évêque Absalon sur la façade de l'hôtel de ville de Copenhague.

En 1157, Valdemar Ier de Danemark fait don de la ville et des villages des environs à Absalon, évêque de Roskilde. La lettre de don originale est perdue mais la lettre de confirmation du pape Urbain III du 21 octobre 1186 est conservée. Absalon y construit alors un château en 1167, ce qui marque le début de la montée en puissance de la ville. Durant les années qui suivirent, la taille de la ville décupla, plusieurs églises et abbayes furent construites (dont la cathédrale Notre-Dame, détruite aujourd'hui, l'édifice actuel datant de 1829 ; l'église du Saint-Esprit et l'église Saint-Pierre) et l'économie se développa grâce au commerce du hareng.

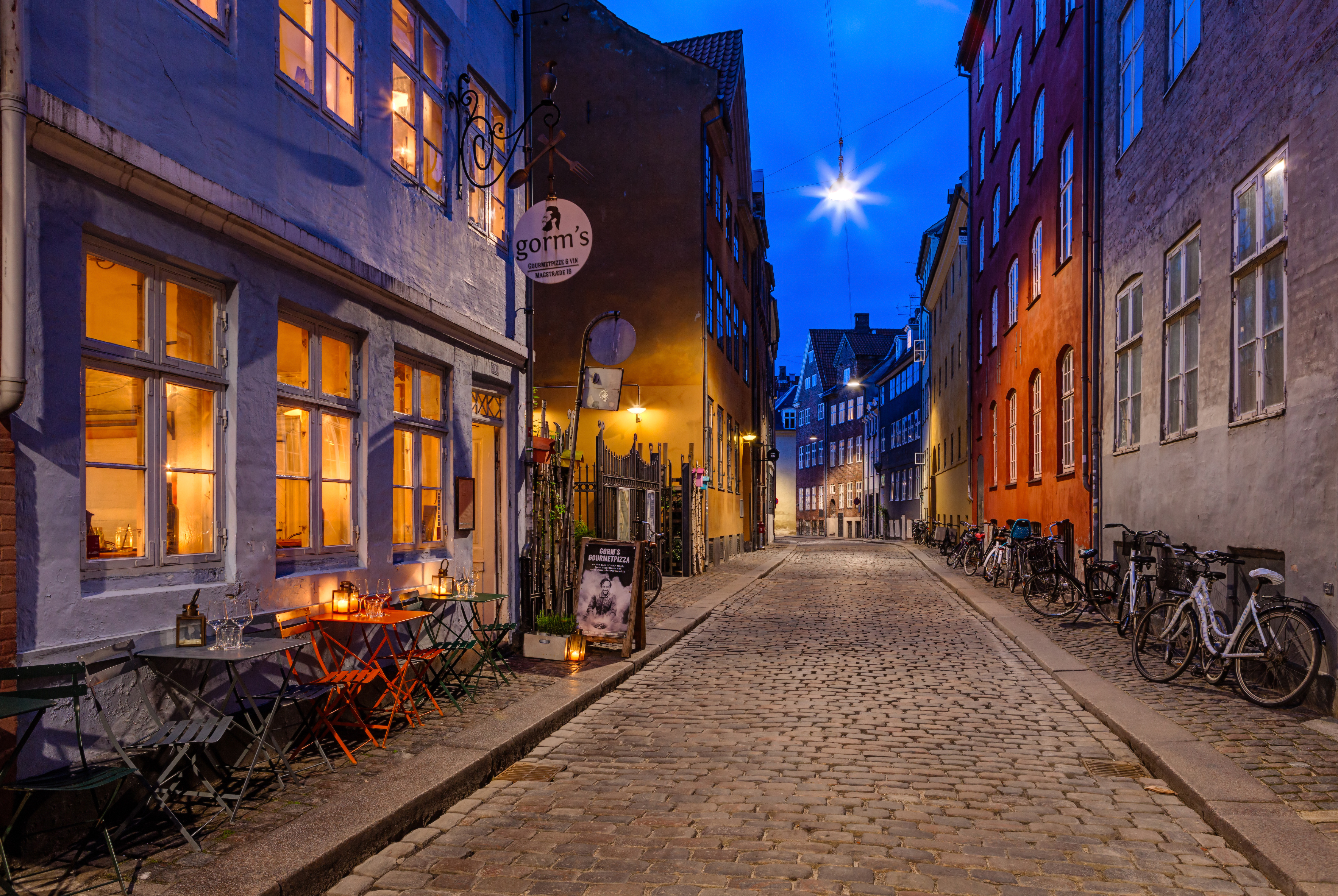
Rue Magstræde, une des plus anciennes de Copenhague. Photo avril 2018.

À la mort d'Absalon, en 1201, la ville et le château passèrent aux mains du diocèse de Roskilde. Le XIIIe siècle a été une période mouvementée dans l'histoire de la ville, qui s'est exprimée dans la lutte acharnée des évêques et des rois changeants pour la domination sur la ville. Peu à peu, la ville a commencé à devenir la plus grande et la plus importante du royaume, même si elle n'était pas encore devenue la capitale. L'emplacement au milieu du royaume avec un port naturel par une importante route commerciale maritime était idéal. Même si la ville était la plus grande, il y avait encore moins de 5 000 habitants.
En 1419, le roi danois, Éric de Poméranie, réussit finalement à prendre définitivement le pouvoir sur la ville de l'église, et en 1443, le roi Christophe III fit de la ville une résidence royale. En 1479, l'université de Copenhague fut fondée. Copenhague était désormais la ville la plus importante du pays.

### XVIIesiècleetXVIIIesiècle

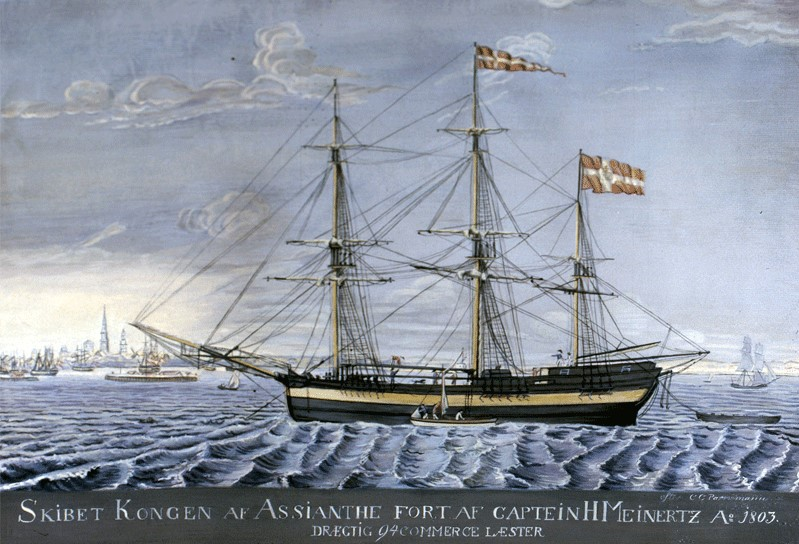
Le Kongen af Assianthe, navire négrier danois, dans le port de Copenhague en 1803.

Le règne de Christian IV favorisa la ville qui vit se construire de nombreux bâtiments de style baroque, grâce notamment aux richesses tirées du commerce avec les colonies et comptoirs situés en Asie, en Amérique et en Afrique, et au monopole commercial assuré avec l'Islande et le Groenland. Copenhague fut aussi un modeste port négrier d'où 13 expéditions sont parties rejoindre les colonies danoises des Antilles, en passant par leurs forts de traite en Afrique pour s'approvisionner en esclaves.
La ville souffrit de deux gigantesques incendies en 1728 et en 1795.

### XIXesiècle

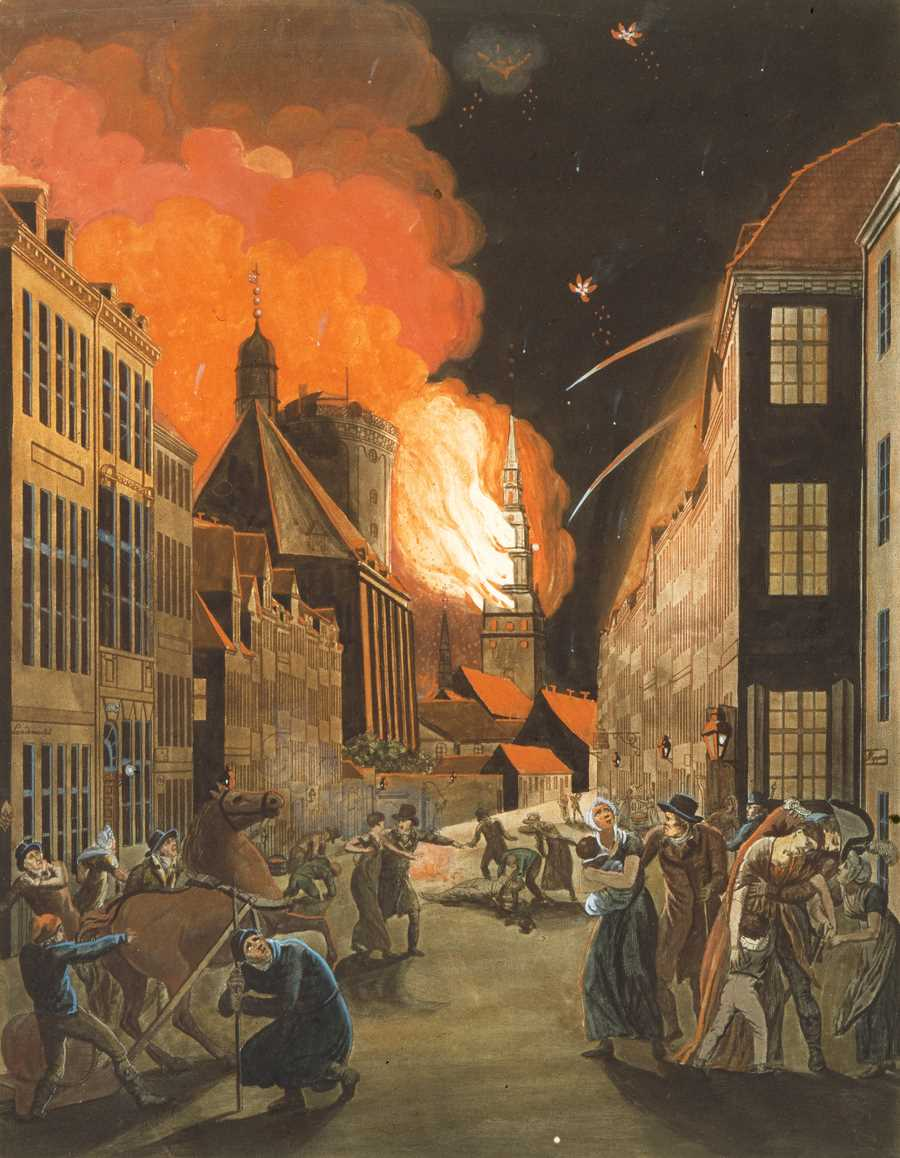
Le bombardement de Copenhague en 1807, par C.W. Eckersberg (1807).

Le conflit avec l'Angleterre de 1801 et surtout le bombardement par la marine anglaise de 1807 marquèrent à nouveau la ville. La fin des guerres napoléoniennes fut très défavorable au Danemark, qui perdit une grande partie de territoire à la signature du traité de Kiel. De plus, la position commerciale de la ville s'est trouvée menacée par l'ouverture du canal de Kiel. Pour en atténuer les effets, elle se vit dotée d'un port franc. Sa vocation industrielle s'est aussi affirmée grâce à certaines innovations. Par exemple, la pasteurisation de la bière révolutionna le métier de brasseur en offrant la possibilité de produire sur une grande échelle et livrer sur de longues distances. Cette évolution fit disparaître rapidement la plupart des très nombreuses productions artisanales de la ville, tout en permettant l'émergence de l'entreprise multinationale Carlsberg et la création de la Ny Carlsberg Glyptothek.

### XXesiècleetXXIesiècle
La ville a peu souffert architecturalement des conflits mondiaux et a su se doter après 1945 d'une politique  d'urbanisme qui a anticipé les enjeux des transports modernes tout en offrant un cadre de vie agréable, avec ses larges places et avenues, ses parcs, ses monuments et ses nombreux équipements culturels.

## Démographie
| Pays de naissance | Population |
| ----------------- | ---------- |
| Pakistan          | 9 065      |
| Turquie           | 7 627      |
| Irak              | 6 973      |
| Pologne           | 5 952      |
| Allemagne         | 5 682      |
| Maroc             | 5 307      |
| Somalie           | 5 248      |
| Liban             | 4 937      |
| Suède             | 4 471      |
| Royaume-Uni       | 4 462      |
| Norvège           | 4 433      |
| États-Unis        | 4 147      |
| Iran              | 3 948      |
| Chine             | 3 821      |
| Italie            | 3 727      |

La population danoise de la région métropolitaine de Copenhague (Copenhaguois) recensée en 2011 est de 1 974 200 habitants (densité : 712 hab./km2), dont un tiers habite la commune de Frederiksberg et un autre tiers l'ancien amt de Copenhague et les autres communautés de la région. La région Øresund, comprenant l'est de Seeland et l'ouest de la Scanie (en Suède), a une population totale de 2 800 000 personnes. En ce qui concerne les étrangers, voici un tableau qui montre les résidents de Copenhague nés hors du Danemark en 2017.

## Économie

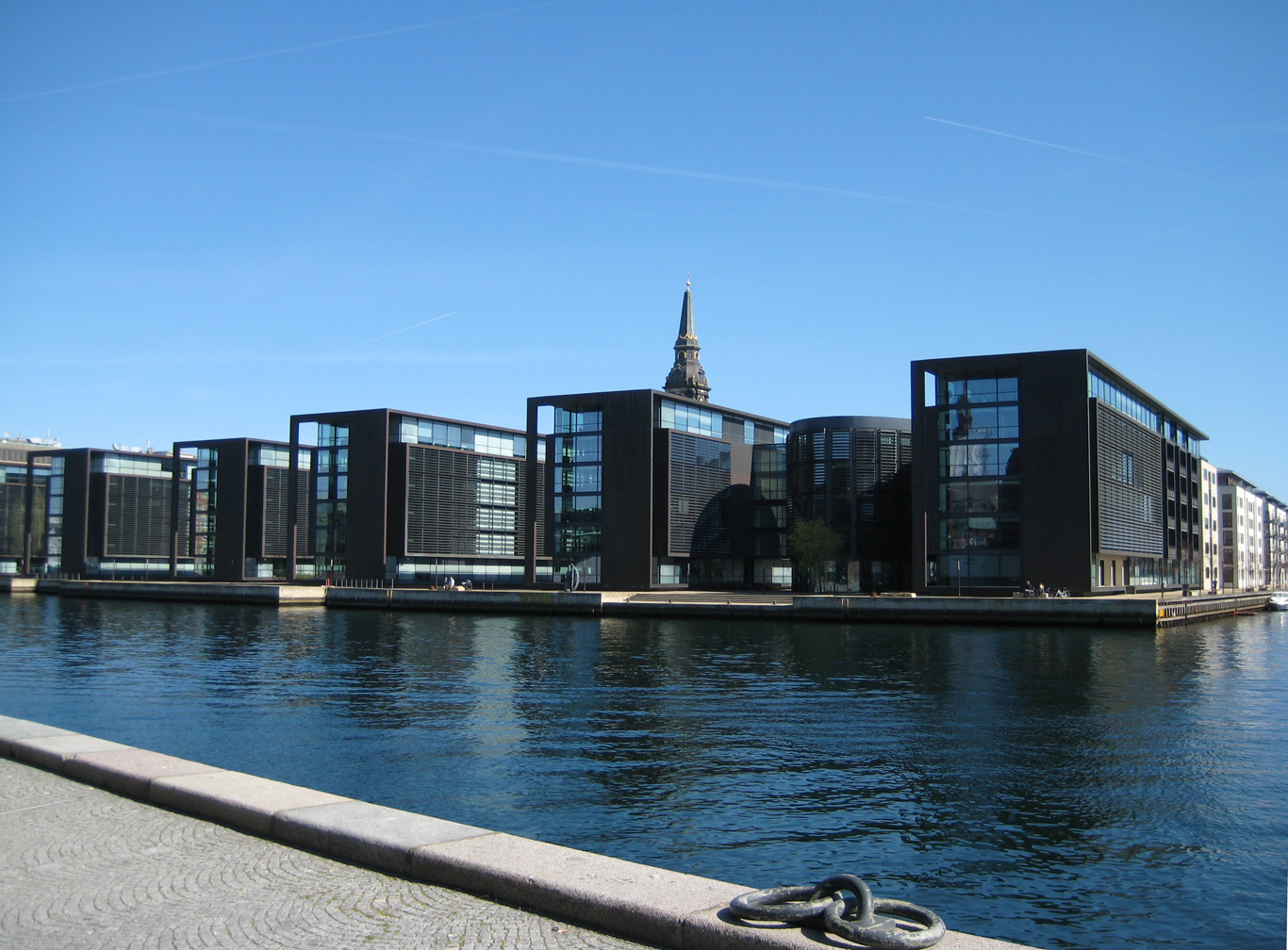
Le siège social danois de l'entreprise Nordea à Christianshavn.

Copenhague est le centre économique et financier du Danemark avec une solide activité économique tournée vers l'économie tertiaire, et un pôle économique important des pays scandinaves et de l'espace baltique. Il y a environ 2 100 entreprises étrangères situées dans la région de Copenhague, dont environ 500 sont des sièges sociaux scandinaves[réf. nécessaire]. Microsoft possède un centre de développement dans la ville. Copenhague accueille aussi le siège social de l'entreprise de transport maritime danoise Maersk. Des entreprises pharmaceutiques importantes telles que Novo Nordisk  ont aussi leur siège social dans ou près de Copenhague.
Au début des années 1990, Copenhague était au bord du gouffre. « Les usines fermaient les unes après les autres, et quand l'armée a décidé de déplacer sa flotte et ses arsenaux, 10 000 emplois ont disparu », se souvient Jens Kramer Mikkelsen (da), maire de 1989 à 2004[réf. nécessaire].

## Logement
Si Copenhague ne connaît pas la crise aiguë du logement que connaissent des villes comme Londres ou New York, elle est touchée par les mêmes grandes tendances : des revendications pointent du doigt des spéculateurs basés à l'étranger qui achètent des biens immobiliers, des salaires stagnants et des loyers en hausse qui poussent certaines personnes à partir tandis que d'autres subissent une détérioration de leurs conditions de vie, et un sentiment croissant de précarité.

## Transports

### La marche

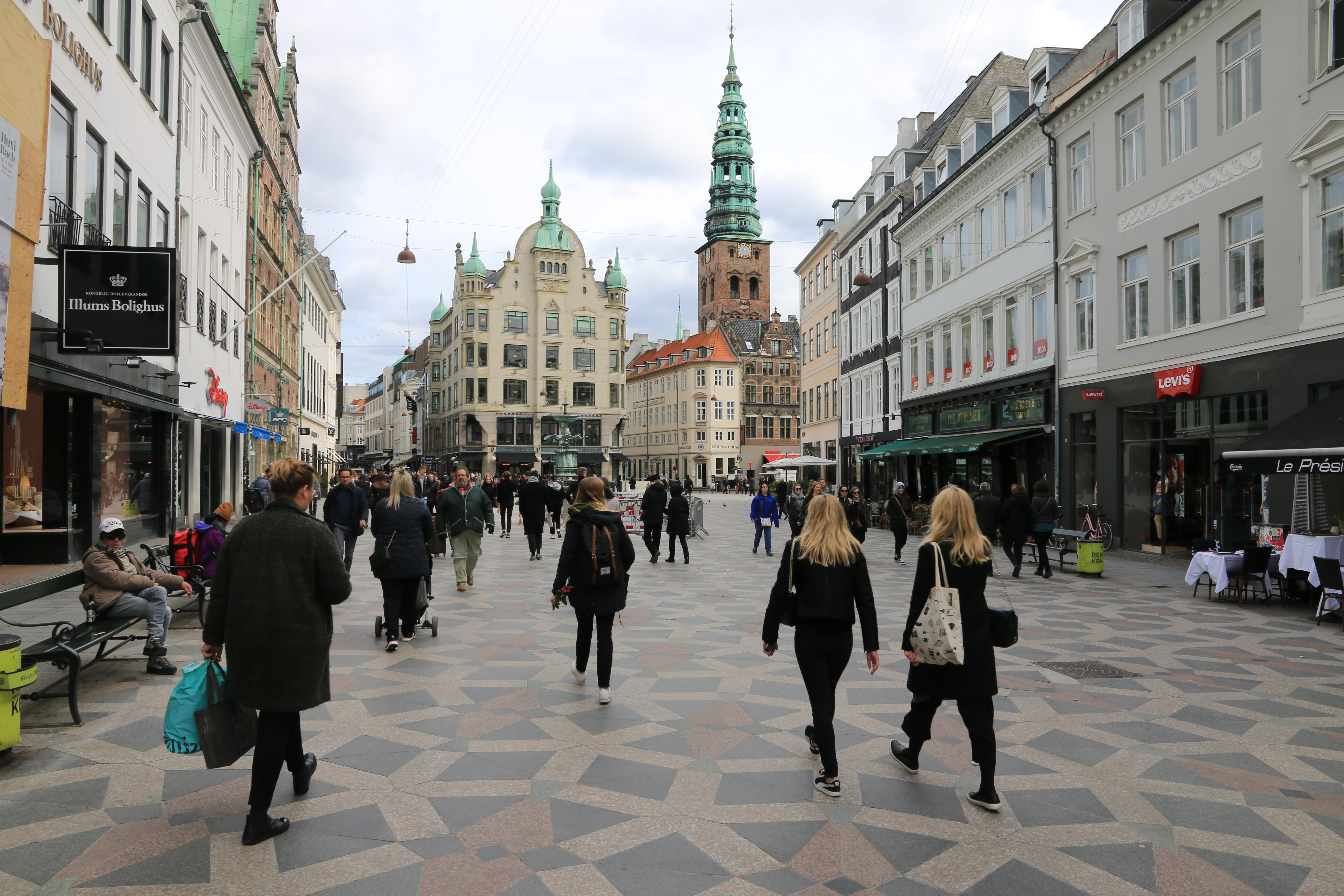
La rue piétonne Strøget.

Le premier mode de déplacement est la marche, qui assure jusqu'à 80 % du trafic total dans le centre-ville historique.
Le centre de Copenhague compte de nombreuses rues piétonnes où il est interdit de conduire une voiture, dont la plus célèbre est Strøget, la rue principale du centre-ville historique. Il y a aussi un certain nombre de rues autour, qui ont également le statut de rue piétonne, comme Købmagergade et Fiolstræde. En banlieue, il existe également de nombreuses rues piétonnes, notamment à Ballerup, où le Centrumgaden de 500 m de long a le statut de rue piétonne.

### Le vélo

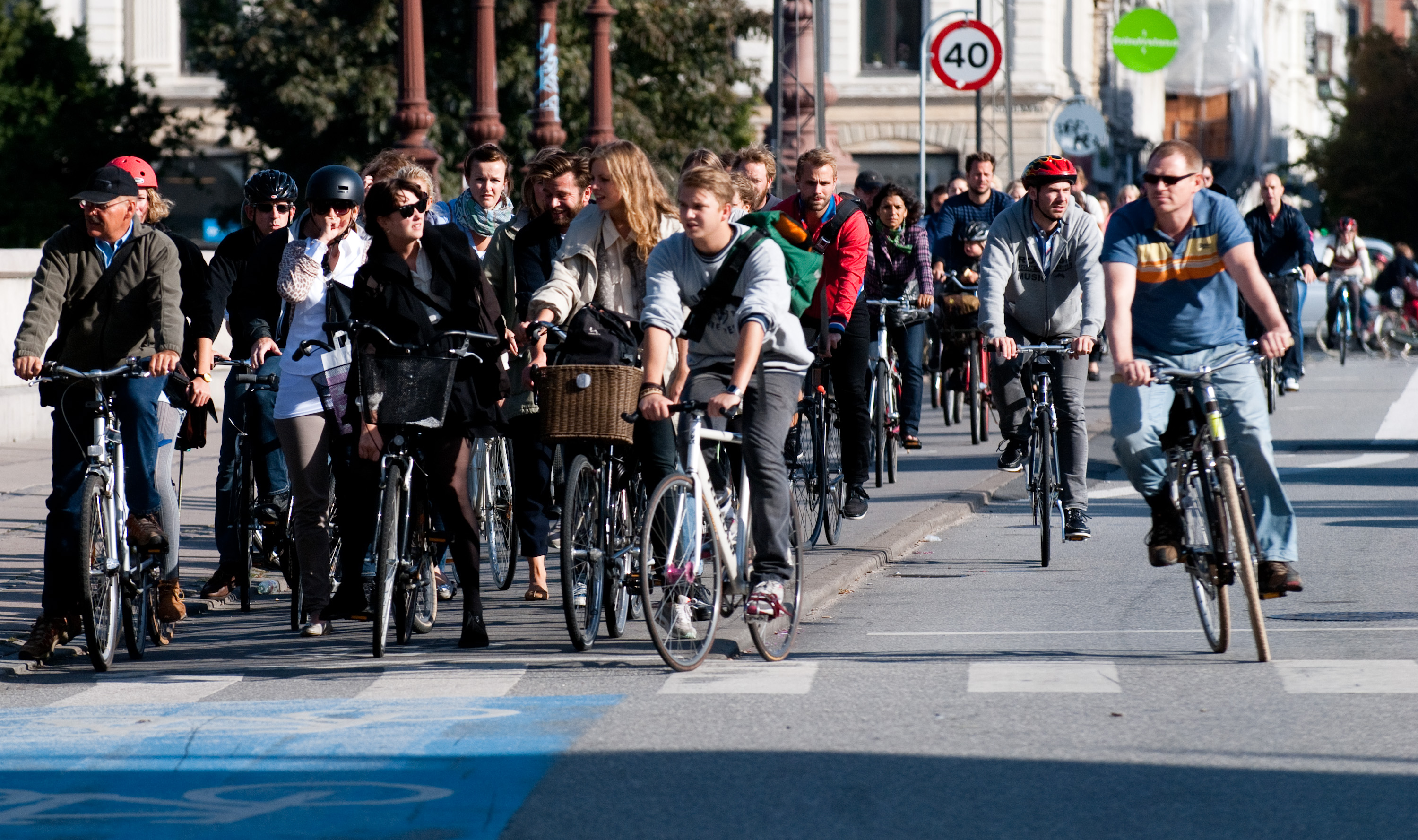
Heure de pointe à Copenhague.

Copenhague est l'une des villes les plus accueillantes pour les cyclistes et les piétons.
La ville fait un gros effort pour favoriser l'utilisation de la bicyclette. Pour cela, de nombreuses pistes cyclables (400 km) existent dans quasiment toute la ville. Chaque jour, 1,2 million de kilomètres sont parcourus à vélo à Copenhague. En 2018, 49 % des déplacements s’effectuent à vélo, contre 6 % pour la marche, 18 % pour les transports publics et 27 % pour la voiture.
Depuis 2010, aux heures de pointe, les feux des principaux axes sont réglés sur la vitesse des cyclistes (vingt kilomètres à l'heure).
La ville comprend plusieurs ponts et passerelles pour les piétons et les cyclistes, permettant le franchissement des infrastructures et des cours d'eau.
Les cyclistes danois commettent beaucoup moins d'infractions que les automobilistes. Entre 1995 et 2016, le nombre de kilomètres parcourus à vélo dans la capitale danoise a doublé, et le nombre d'accidents divisé par deux, avec seulement un cas grave tous les 5,7 millions de kilomètres, grâce à une politique de développement d'infrastructures plus adaptées.

### Les espaces verts
Réputée pour son accessibilité aux citadins qui aiment le vélo, Copenhague l'est aussi pour le grand nombre de ses espaces verts. Si la capitale de la Slovénie, Ljubljana, avec le pourcentage le plus élevé d'espaces verts par habitant, a été la destination la plus récompensée par la Commission européenne pour le tourisme durable,, d'autres cités du Vieux continent figurent au classement des 20 villes les plus vertes établi en 2021 par le site spécialisé European Best Destinations. Au sein de ce palmarès Copenhague est 5e, juste derrière la 4e place de la capitale suédoise Stockholm.

### Transport en commun urbain

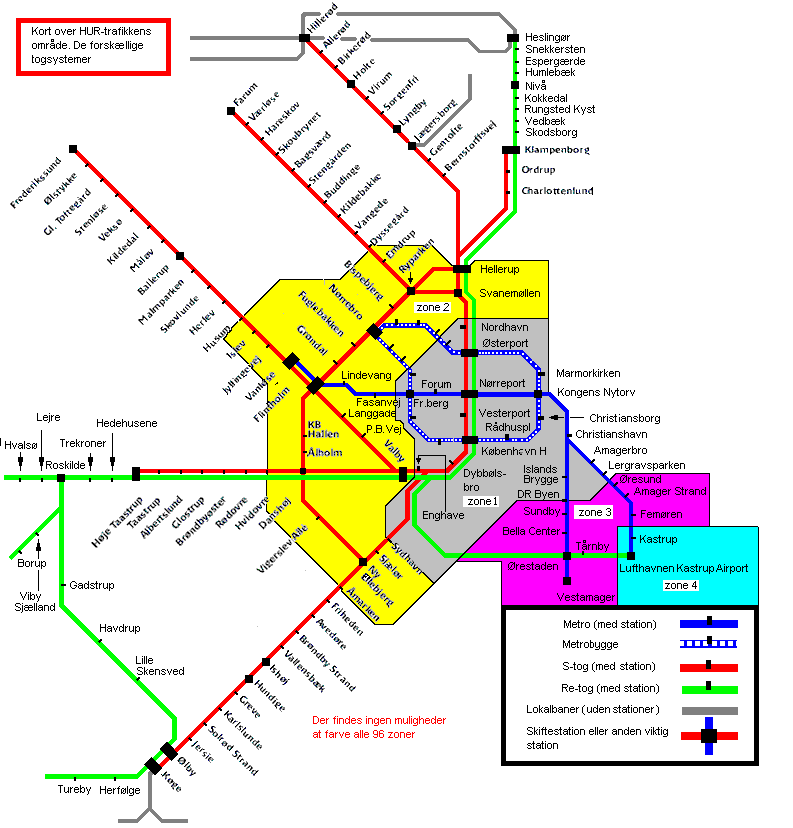
Réseau ferroviaire de Copenhague.

Il existe quatre types de transports publics à Copenhague et dans son aire urbaine : le réseau express régional (S-tog) avec six lignes et 84 stations (170 km), le métro avec quatre lignes et 39 stations, les autobus avec 251 lignes (4 500 km), et les bateaux-bus avec trois lignes. De plus, une ligne de métro léger est en construction dans la banlieue, dont l'ouverture est prévue en 2025.
L'aire urbaine est découpée en 95 zones tarifaires. Il est possible d'effectuer des changements avec le même ticket, y compris d'un moyen de transport à un autre, dans une limite de durée qui dépend du nombre de zones pour lesquelles le ticket est valable.
Comme dans le reste du Danemark, les transports publics sont soutenus avec des subventions publiques. Les subventions varient, mais s'élèvent en moyenne à 1 DKK par personne. Dans un rapport de Siemens, les transports publics de Copenhague en 2014 ont été nommés les plus efficaces au monde, et c'est la ville au monde qui reçoit le plus de transports en commun pour l'argent par habitant. Les dépenses en transports publics correspondent à 8,6 % du PIB de Copenhague, celles des autres villes à 19 %.

#### S-tog

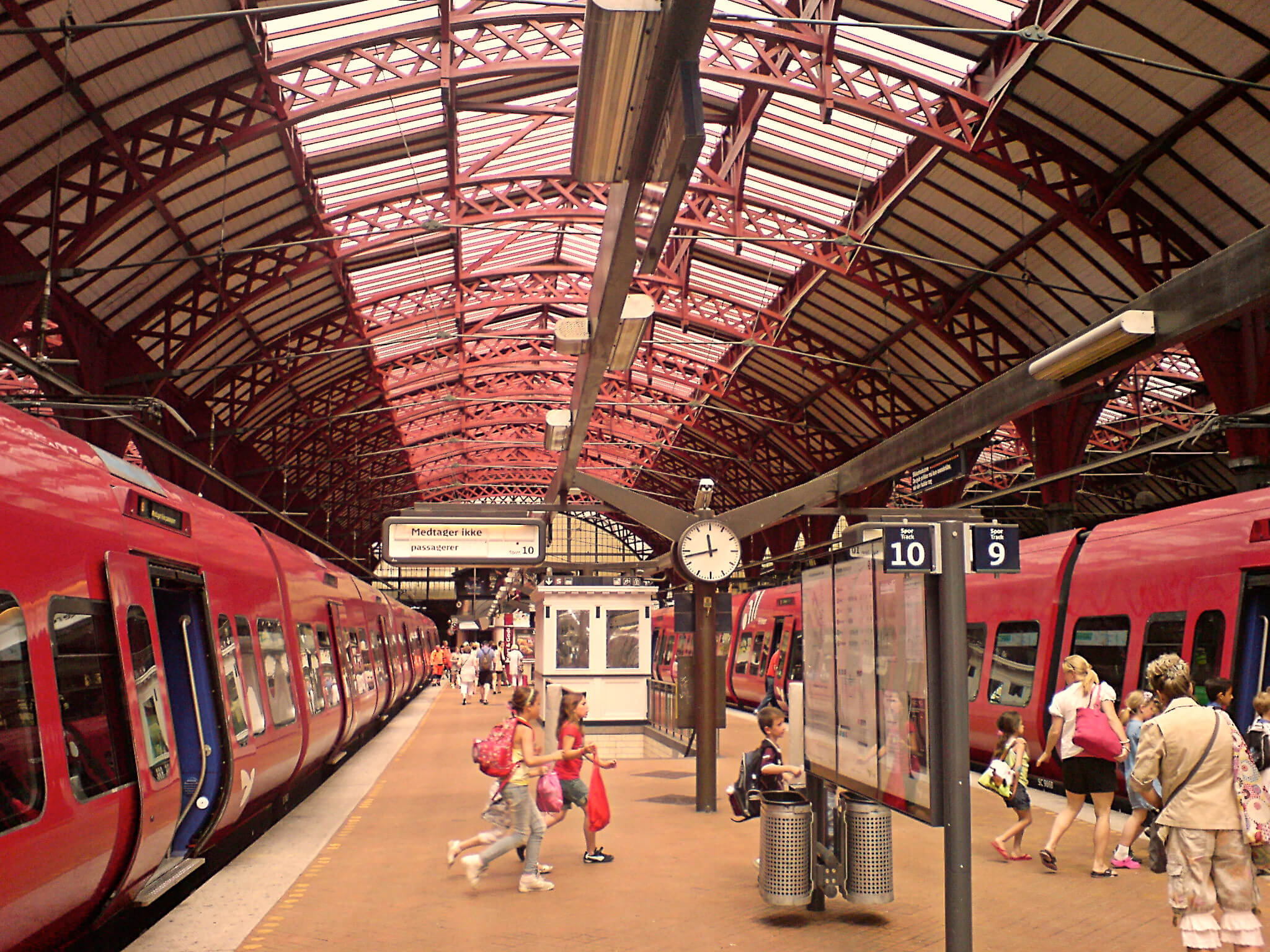
S-tog à la gare centrale.

Le réseau de S-tog (S-train) constitue le réseau express régional de la métropole de Copenhague, reliant le centre-ville aux banlieues. Il est la base du maillage des transports publics de Copenhague, couvrant l'essentiel de la métropole à l'exception principalement de l'île d'Amager. Son principe est très proche du S-Bahn allemand et du RER français.
La première ligne a été mise en service en 1934 et aujourd'hui le réseau de S-tog a une longueur d'environ 170 km à double voie et 86 stations, dont 32 stations dans la zone centrale. La plupart des lignes fonctionnent de 5 h à 1 h, avec une fréquence d'un train toutes les 10 minutes en journée et un toutes les 20 minutes tôt dans la matinée et en soirée, ainsi que le dimanche. Il est entièrement détenu et géré par la Danske StatsBaner (DSB).

#### Métro

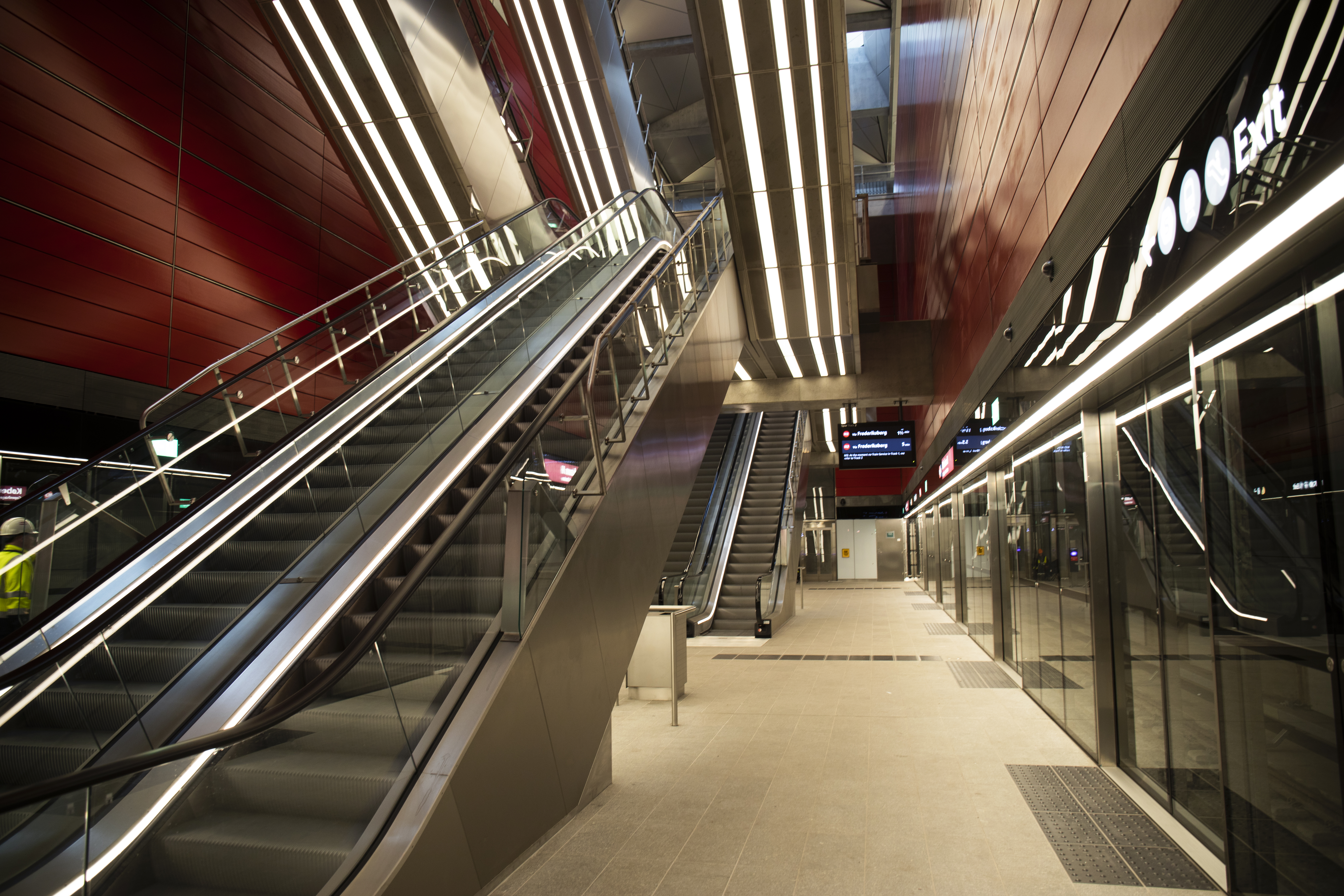
La station de métro København H.

Le métro a été mis en service en 2002 avec l'ouverture progressive de la ligne 1 et de la ligne 2. Cette dernière relie le centre-ville et l'aéroport depuis 2007. La ligne 3 est mise en service en septembre 2019. Cette ligne circulaire dessert la gare-centrale de Copenhague, le centre-ville et les quartiers de Vesterbro, Nørrebro, Østerbro et Frederiksberg. La ligne 4, disposant d'un tronçon commun avec ligne 3, est mise en service en mars 2020 sur sa section desservant le quartier de Nordhavn et en juin 2024 sur sa section desservant le quartier de Sydhavn. Une ligne 5 est projetée à l'horizon 2035 ainsi que le prolongement de plusieurs existantes. Le métro est détenu par la société Metroselskabet I/S, détenue par les communes de Copenhague et de Frederiksberg et du gouvernement danois.

#### Autobus

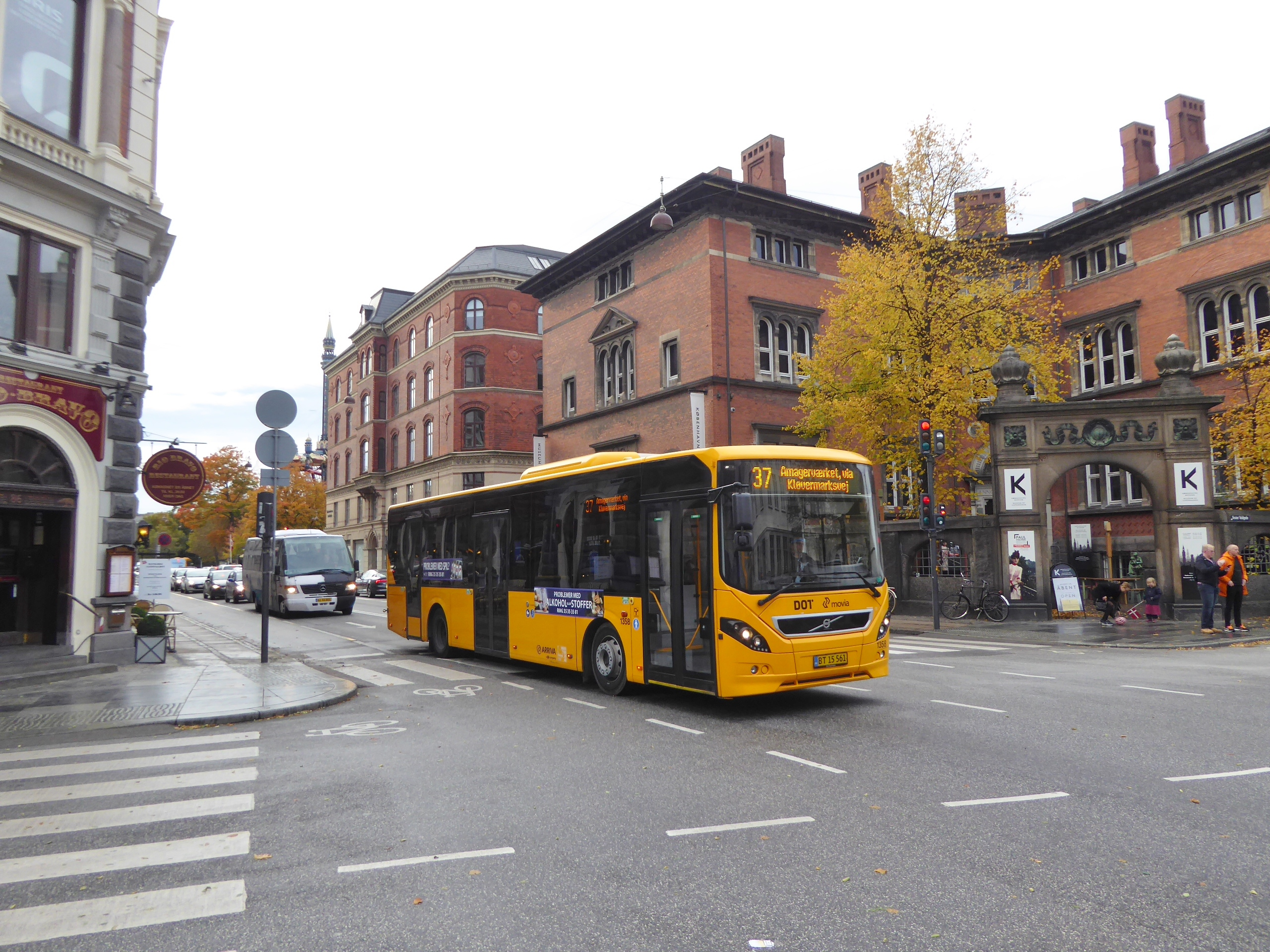
Bus à Copenhague.

L'agglomération de Copenhague dispose d'un réseau de lignes de bus important qui compte 251 lignes de bus, qui s'étendent sur 4 500 km. Il est assuré par l'entreprise de transport Movia, et l'exploitation des lignes est sous-traitée à divers opérateurs privés,

#### Bateau-bus

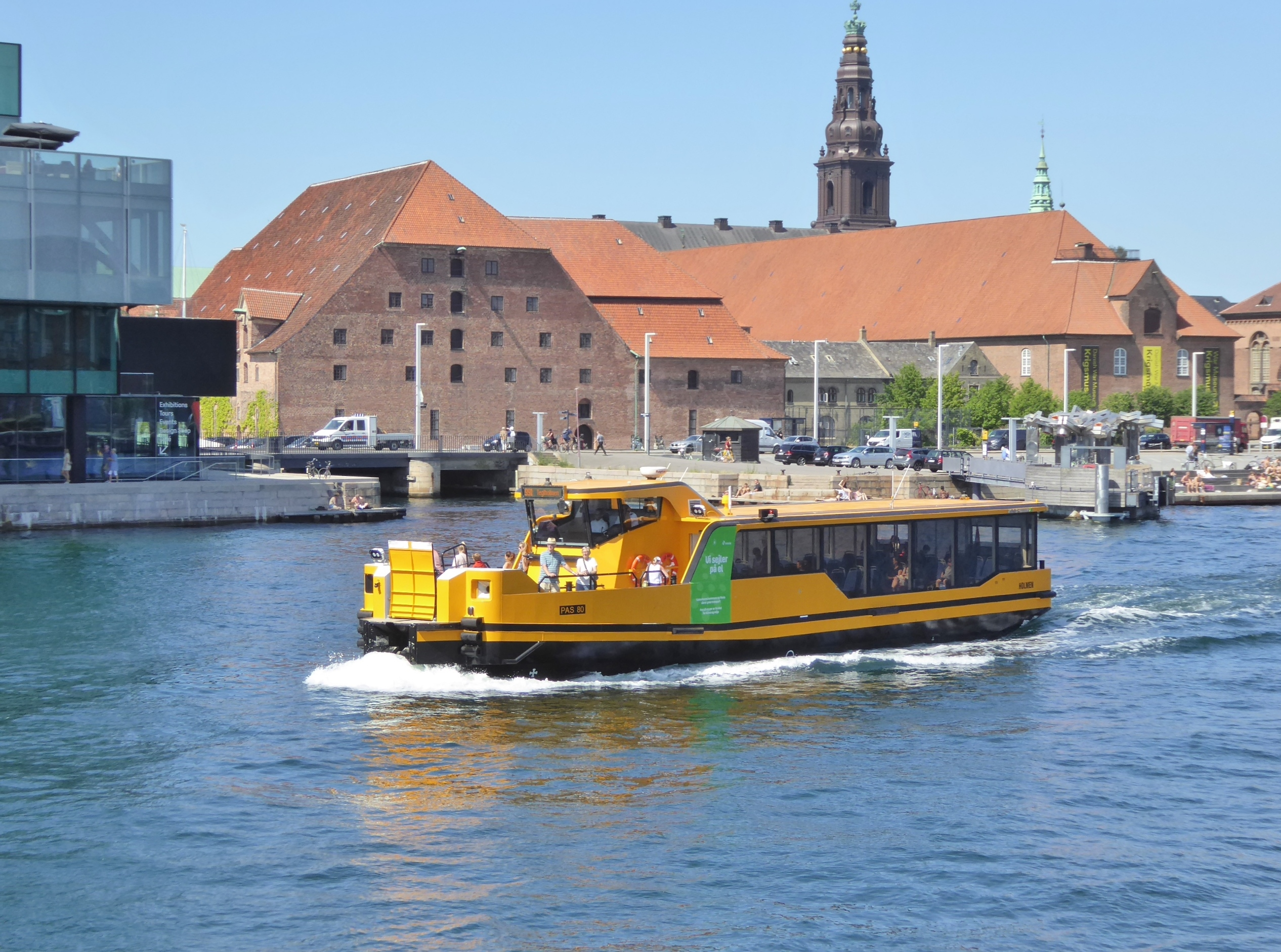
Bateau-bus dans le port intérieur.

Participant au réseau de transports en commun de la ville, un service de bateaux-omnibus existe à Copenhague naviguant dans le port de Copenhague. Il existe trois lignes, dont deux lignes naviguent le long du port, tandis que la troisième navigue entre Nyhavn et l'opéra de Copenhague.

### Transport ferroviaire

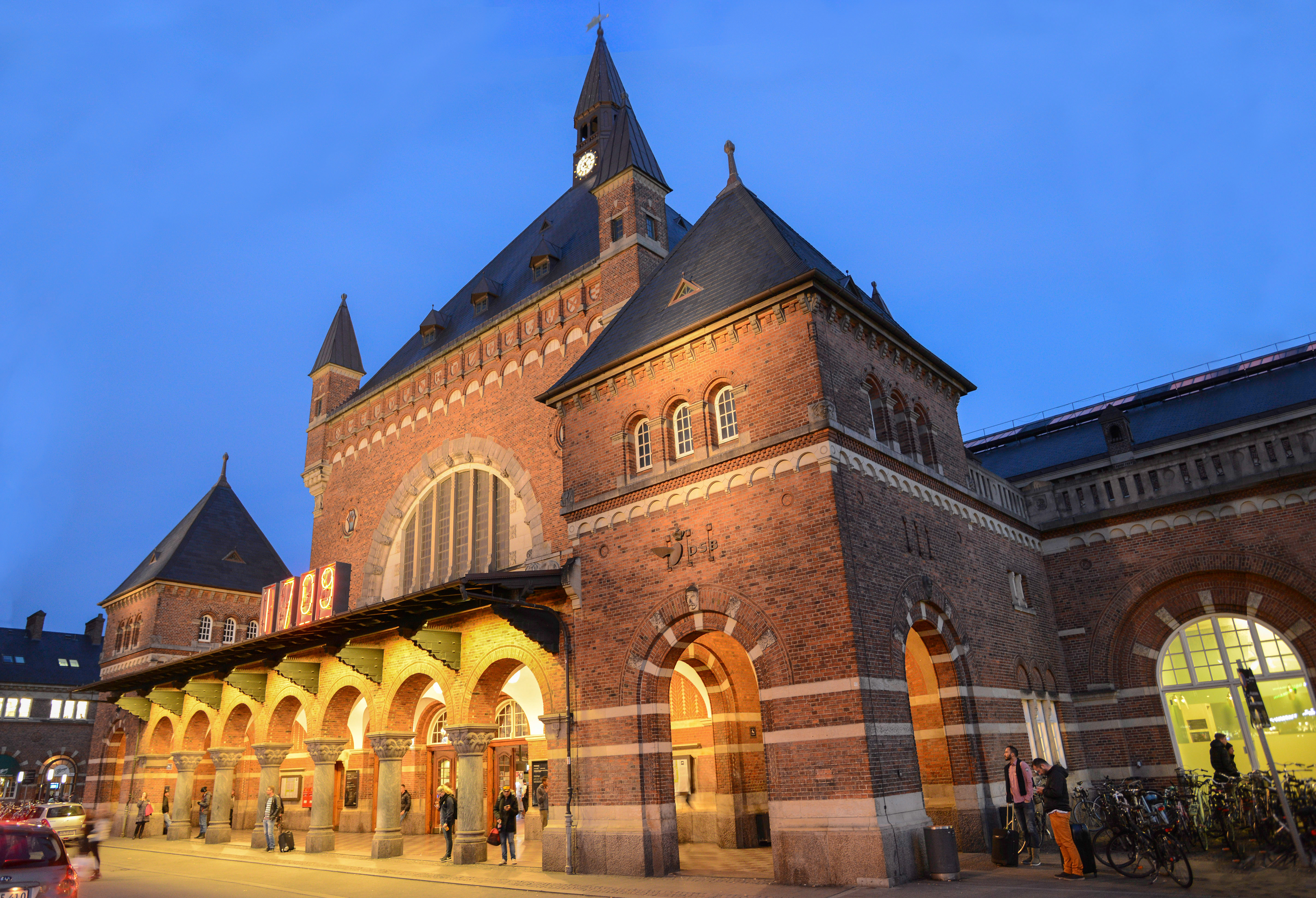
La gare centrale de Copenhague.

La gare centrale de Copenhague est la principale gare ferroviaire de Copenhague. Elle est située au centre de la ville entre les quartiers d'Indre By et de Vesterbro, c'est-à-dire au sud-ouest du centre-ville historique. Elle constitue le nœud principal du réseau ferroviaire danois géré par la compagnie nationale Danske StatsBaner (DSB). La gare centrale permet d'assurer de multiples services suburbains, régionaux, nationaux, et internationaux. Elle est utilisée par plus de 100 000 passagers chaque jour. La gare est d'abord desservie par les trains de la plupart des lignes du réseau express régional S-tog de la Métropole de Copenhague, par les trains du réseau de l'Øresundståg reliant à la fois les villes du nord de l'Île de Seeland et les villes du sud de la Suède comme Malmö et Göteborg, par les trains régionaux qui connectent Copenhague au reste de la région du Sjælland, par les trains du réseau InterCity reliant Copenhague aux principales villes au reste du Danemark ainsi que par les trains internationaux reliant Copenhague à la Suède et l'Allemagne.

### Transport routier

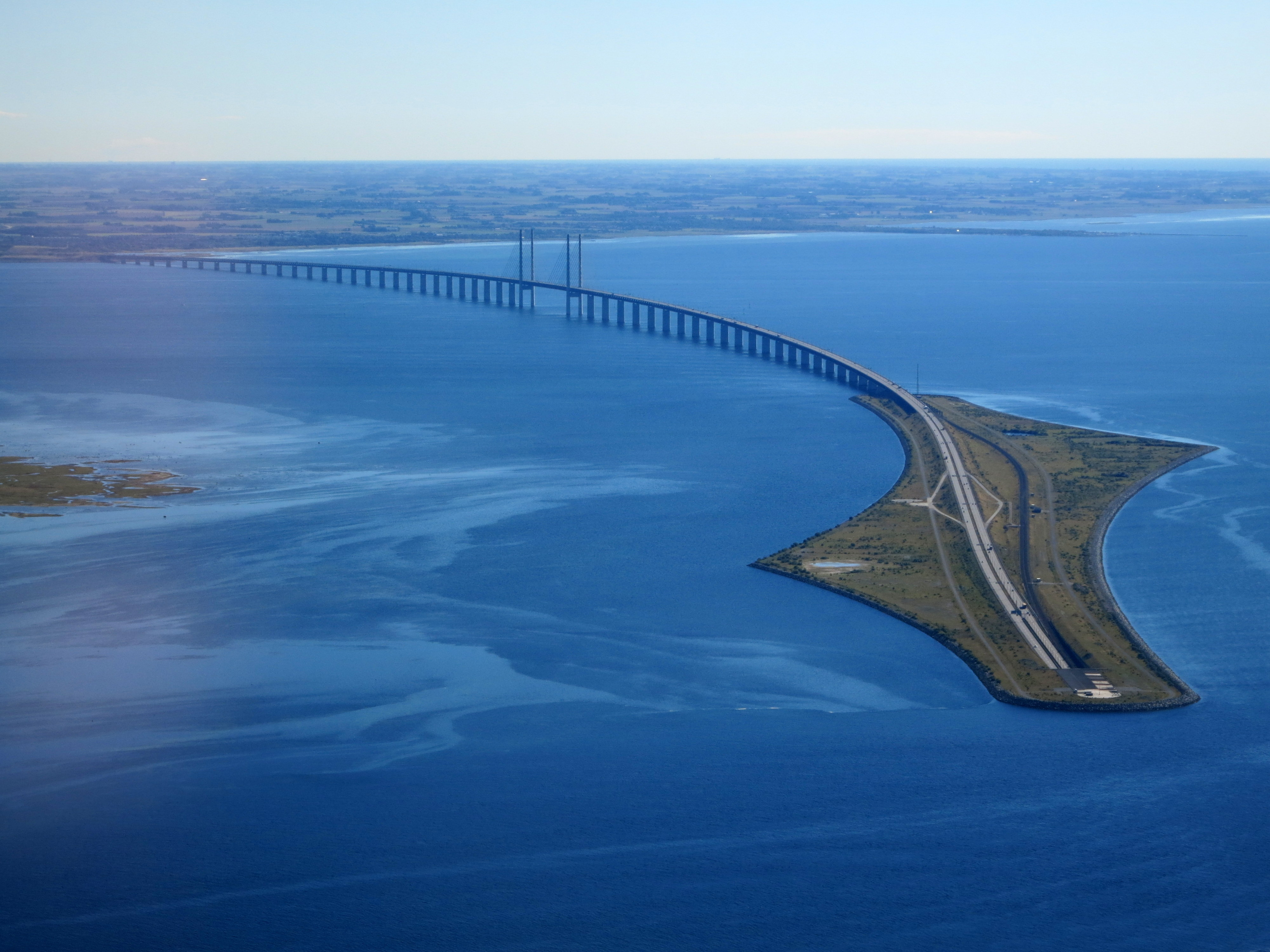
Le pont de l'Øresund, l'île artificielle de Peberholm et le tunnel Drogden.

Depuis juillet 2000, le pont de l'Øresund relie Copenhague à Malmö en Suède. Ce pont est à deux niveaux : sur la partie supérieure se trouve la route européenne 20, et sur la partie inférieure la ligne ferroviaire Copenhague-Malmö. Le pont traverse la frontière, mais en raison de l'Union nordique des passeports et, plus récemment, des accords de Schengen, il n'y a pas de contrôle d'identité à son franchissement.

### Transport maritime

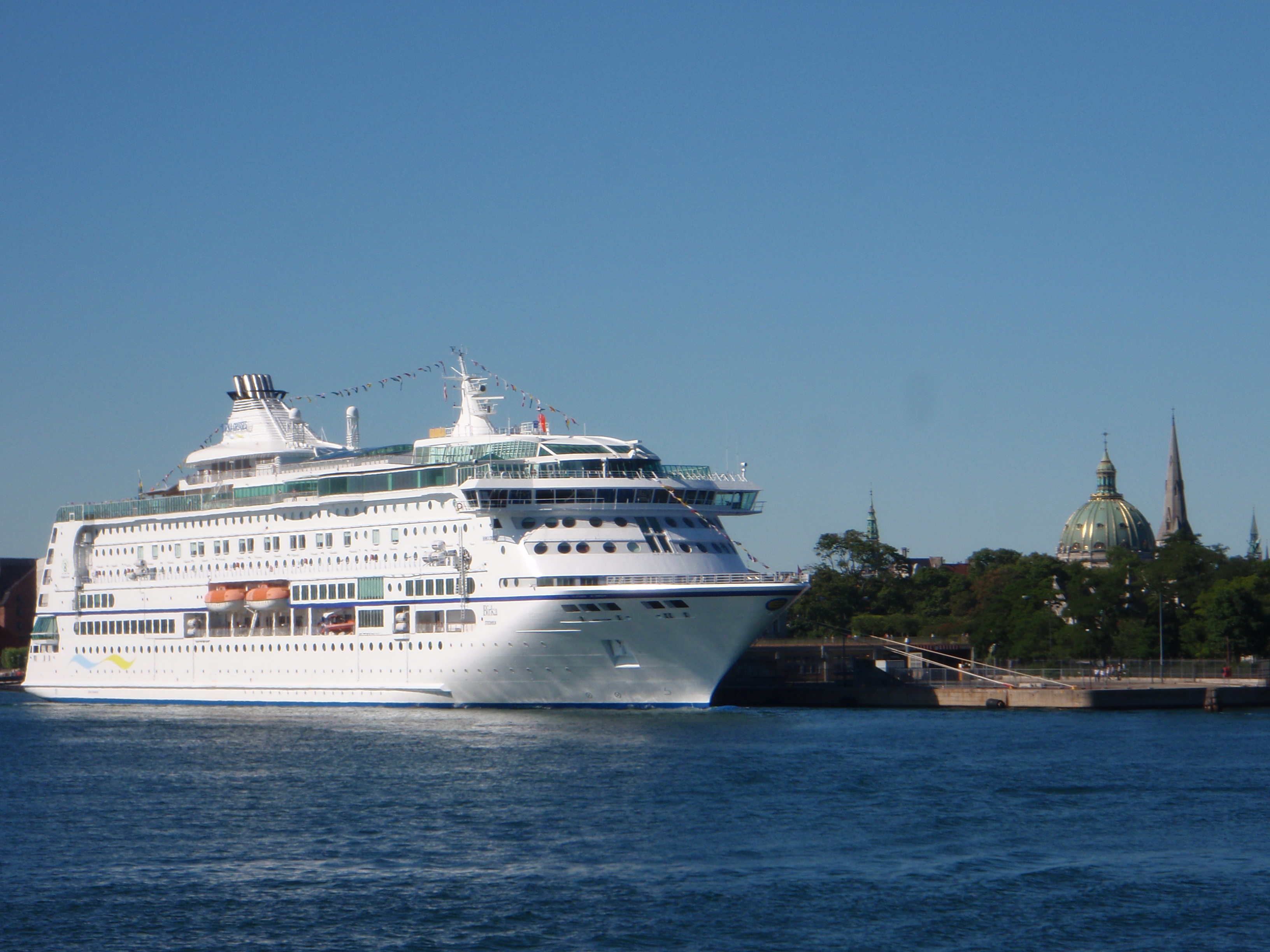
Navire de croisière dans le port de Copenhague.

Le port de Copenhague (en danois : Københavns Havn) est le plus grand port maritime au Danemark et l'un des plus grands ports de la mer Baltique. Il s'étend à travers la ville de Svanemøllen au nord à Hvidovre au sud. Il n'est plus le port industriel qu'il était auparavant, mais l'activité touristique a pris le relais. En 2001, le port de Copenhague a fusionné avec celui de Malmö, situé en face, côté suédois, pour créer le Copenhagen-Malmö Port. L'objectif principal de cette entité est d'être le point de départ ou une escale des navires de croisière qui sillonnent la mer Baltique. Ainsi, en 2008, 310 bateaux de croisière y sont passés, pour un total de 560 000 passagers, ce qui fait de Copenhague la première destination de croisière en Europe.
Copenhague est desservie par des ferries qui vont à Oslo, en Norvège, et à Swinoujscie, en Pologne. En été, il y a une liaison par ferry vers l'île suédoise de Ven dans le détroit de l'Øresund. La route traditionnelle vers l'île de Bornholm dans la mer Baltique a été déplacée de Copenhague à la ville portuaire de Køge en 2005.

### Transport aérien
L'aéroport de Copenhague (Code AITA : CPH ; Code OACI : EKCH) est situé sur l'île d'Amager, au sud-est de la ville. C'est un aéroport international. Vaste de 1 100 hectares, l'aéroport se situe à 8 km du centre-ville de Copenhague et à 24 km de celui de Malmö. Il est le hub principal de la compagnie Scandinavian Airlines (SAS). Il est ainsi, le plus important aéroport des pays nordiques, suivi de près, en trafic passager, par l'aéroport international d'Oslo-Gardermoen puis par l'aéroport de Stockholm-Arlanda.

## Sciences

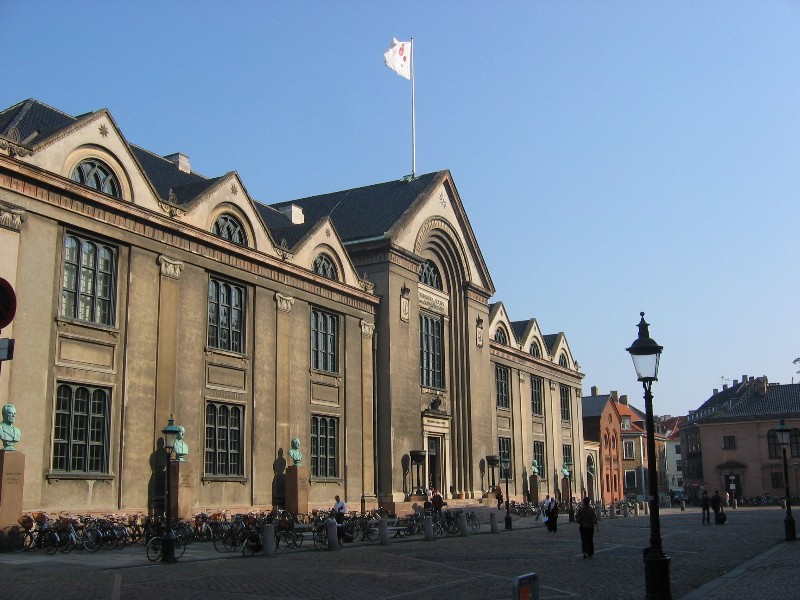
Bâtiment principal de l'université de Copenhague à Frue Plads.

L'université de Copenhague est la plus ancienne et la plus grande institution d'enseignement et de recherche du Danemark avec près de 40 000 étudiants et plus de 9 000 employés. C'est l'une des meilleures universités d'Europe : selon le Classement académique des universités mondiales par l'université Jiao Tong de Shanghai, en 2021, elle est la 9e meilleure université d'Europe et la 30e mondiale en 2021.
L'École de Copenhague ou interprétation de Copenhague, désigne un des courants philosophiques sur l'interprétation de la mécanique quantique.
On peut trouver dans les environs de Copenhague l'Université technique du Danemark.

## Lieux

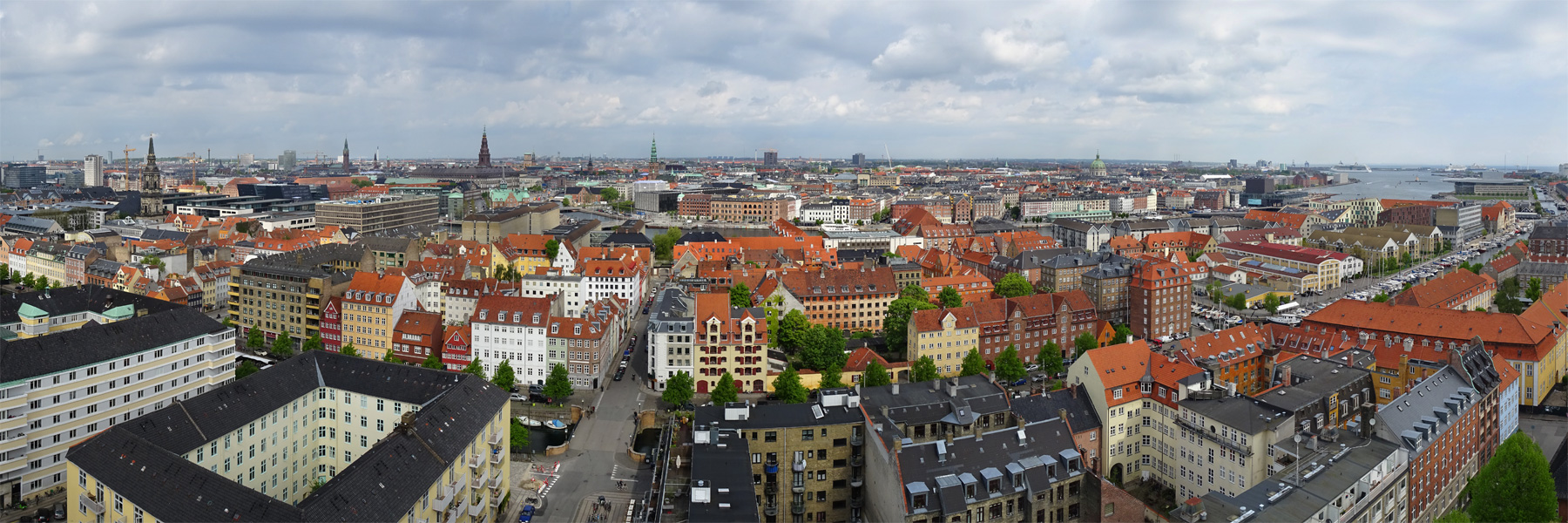
Panorama de Indre By.

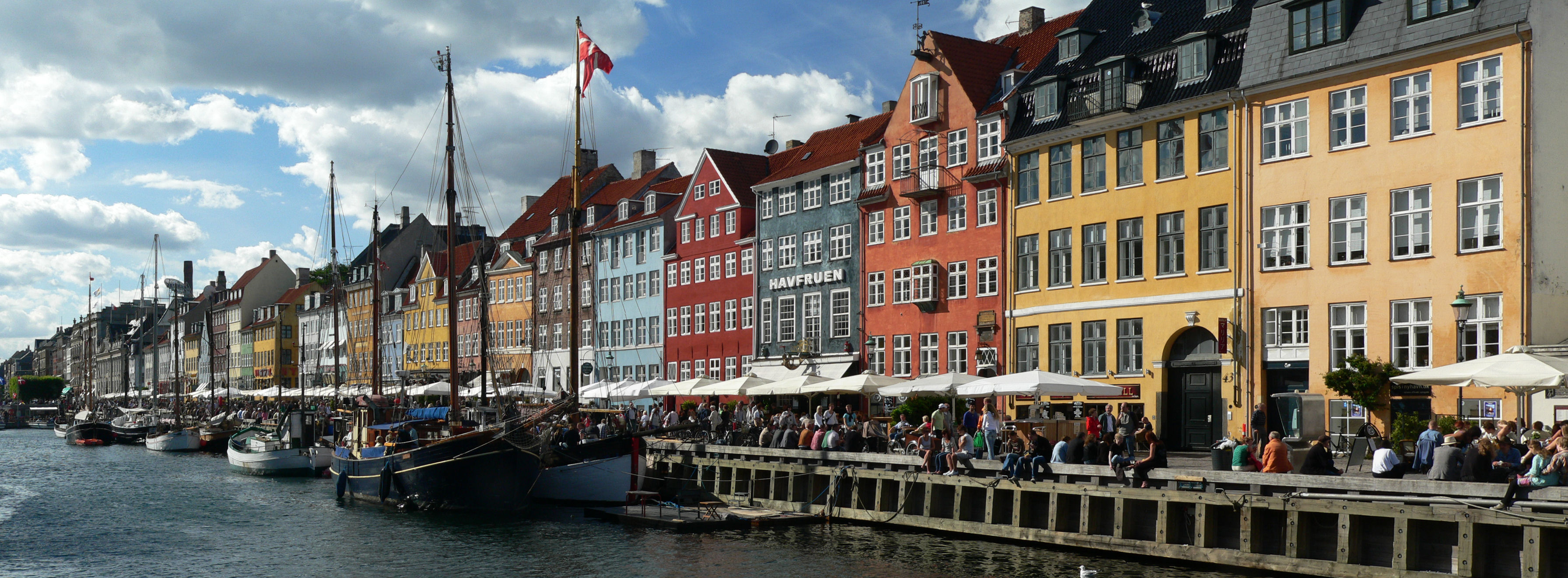
Panorama de Nyhavn.

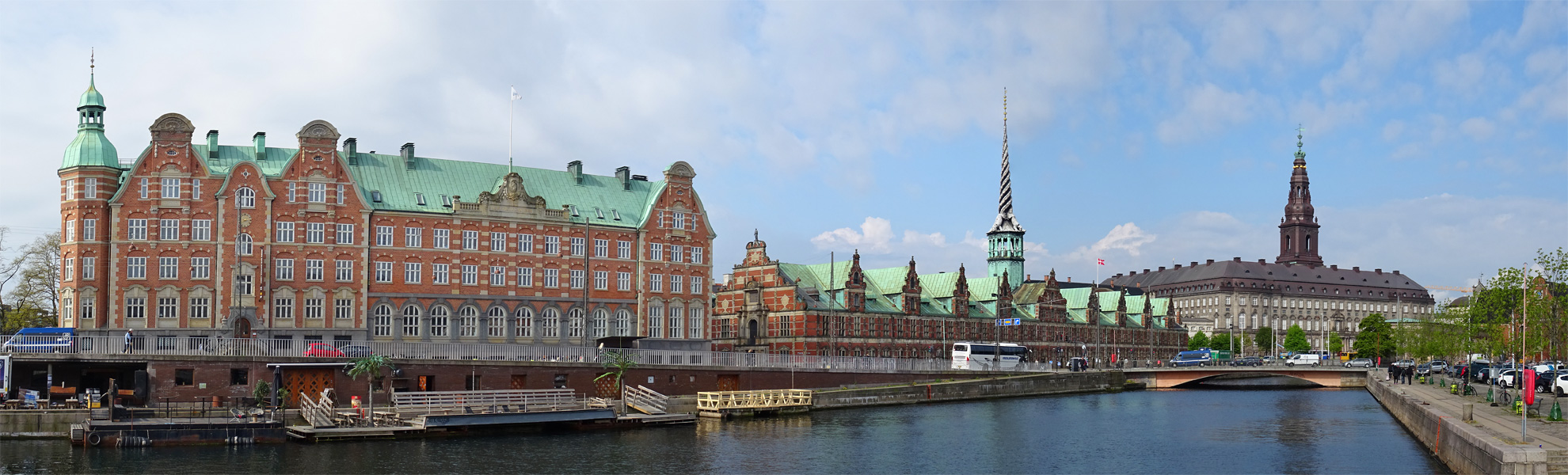
Le Børsen au centre (1619-1640), et le château de Christiansborg à droite.

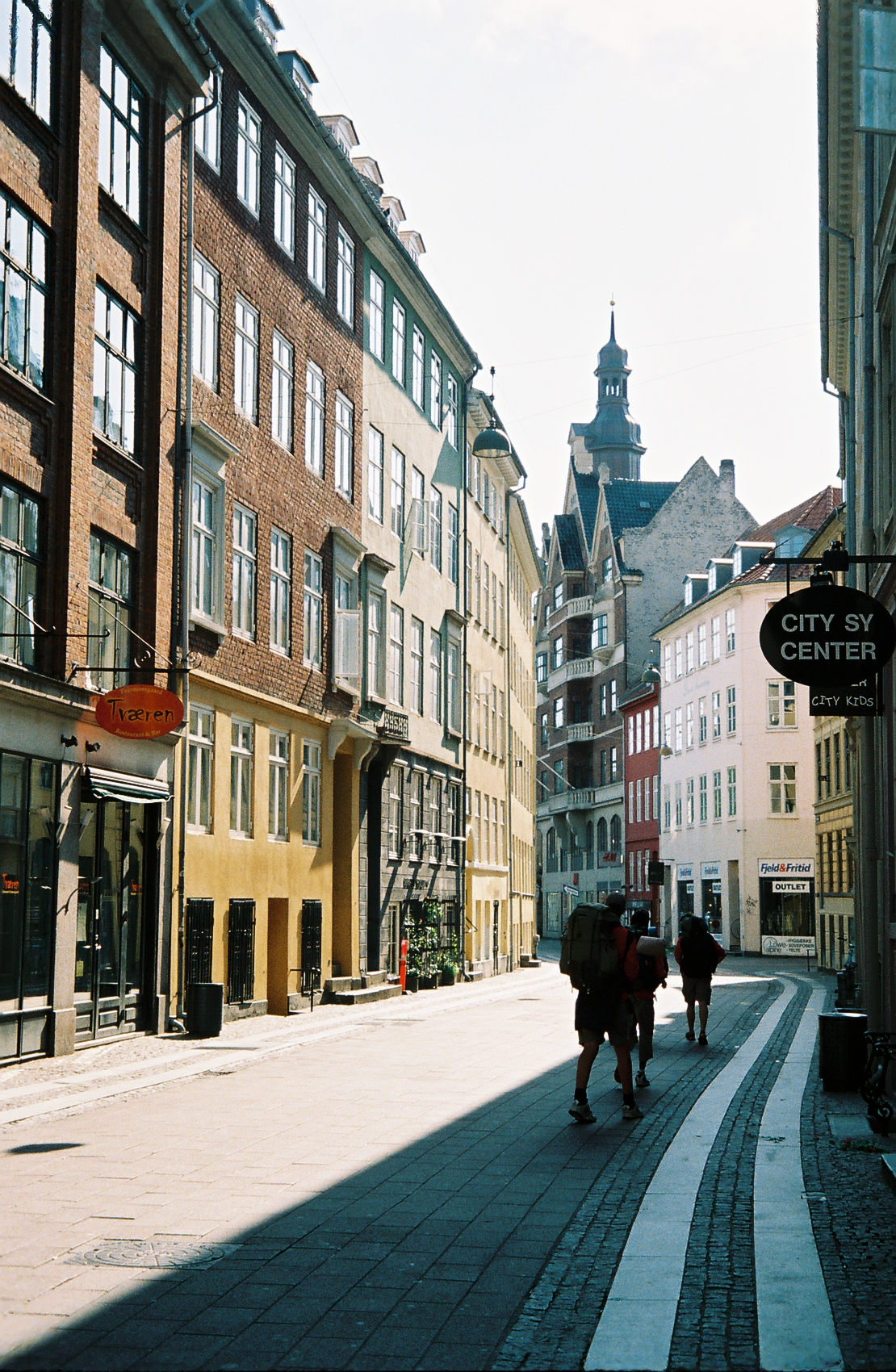
Rue du centre-ville de Copenhague.

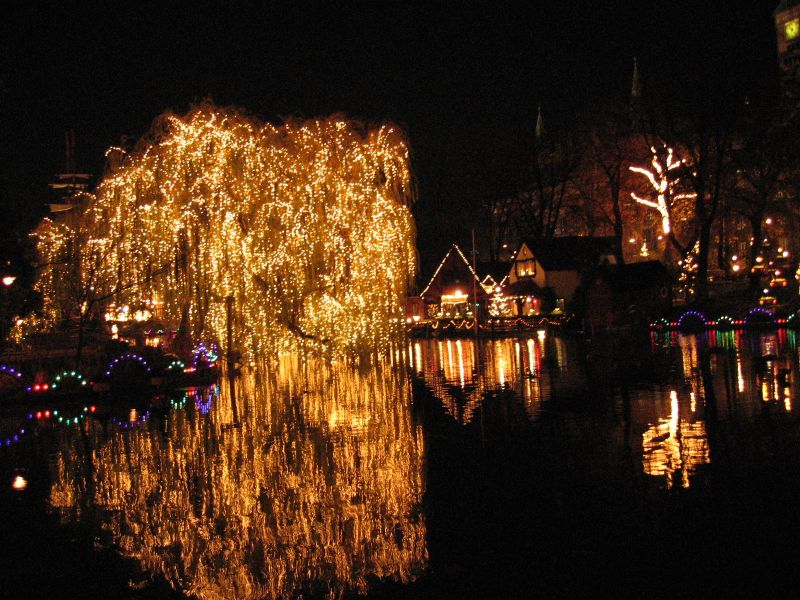
Jardins de Tivoli illuminés (automne 2004).

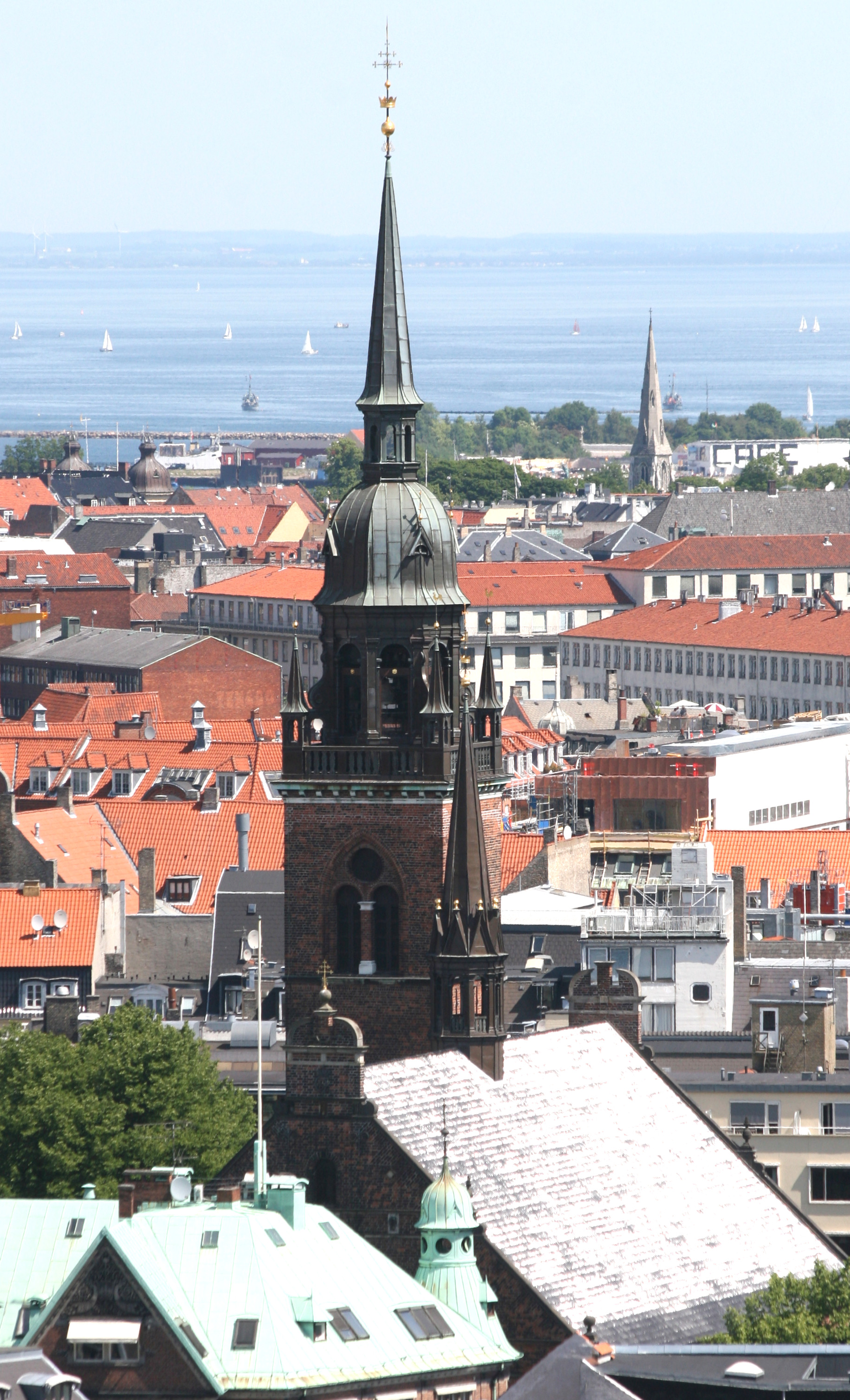
La flèche de l'église du Saint-Esprit.

### Quartiers
- Indre By / Christianshavn
- Vesterbro / Kongens Enghave / Sydhavn
- Nørrebro
- Østerbro / Nordhavn
- Amager Øst
- Amager Vest
- Valby
- Bispebjerg (Nordvest)
- Brønshøj-Husum

### Rues commerçantes
- Strøget : la rue commerçante (et la place Amagertorv)
- Vesterbrogade
- Nørrebrogade
- Østerbrogade
- Amagerbrogade

### Bibliothèques
- Le Diamant noir (1999) qui abrite la bibliothèque nationale du Danemark conçue par les architectes Schmidt Hammer Lassen.
- Il existe à Copehague 20 bibliothèques dont une principale qui est la plus grande du pays. Celle-ci est située dans le quartier latin de la ville.

### Monuments

#### Châteaux
- Palais d'Amalienborg
- Palais de Christiansborg
- Château de Rosenborg
- Palais de Charlottenborg
- Palais de Frederiksberg à Frederiksberg
- Château de Frederiksborg à Hillerød
- Château Kronborg à Helsingør
- Kastellet

#### Musées
- Statens Museum for Kunst (Musée des Beaux-arts danois)
- Musée national du Danemark
- Ny Carlsberg Glyptotek
- La collection Hirschsprung
- Frihedsmuseet (Musée de la résistance)
- Museum Erotica (Musée de l'érotisme) (fermé)
- Planétarium Tycho Brahé
- Medicinsk Museion (Musée d'histoire de la médecine)

##### Proches de Copenhague
- Experimentarium (Musée de sciences pour les enfants) à Hellerup
- Musée d'art moderne Louisiana à Humlebæk

#### Jardins
- Bakken : l'un des plus anciens parcs d'attractions du monde
- Parc des daims: en dehors de Copenhague, au sein duquel se trouve Bakken
- Copenhagen Zoo
- Kongens Have : jardin royal
- Jardins de Tivoli : parc d'attractions
- Fælledparken : le plus grand parc urbain de Copenhague
- Cimetière Assistens Kirkegaard : un cimetière datant de 1760

#### Églises
- Cathédrale Notre-Dame
- Église Saint-Alban

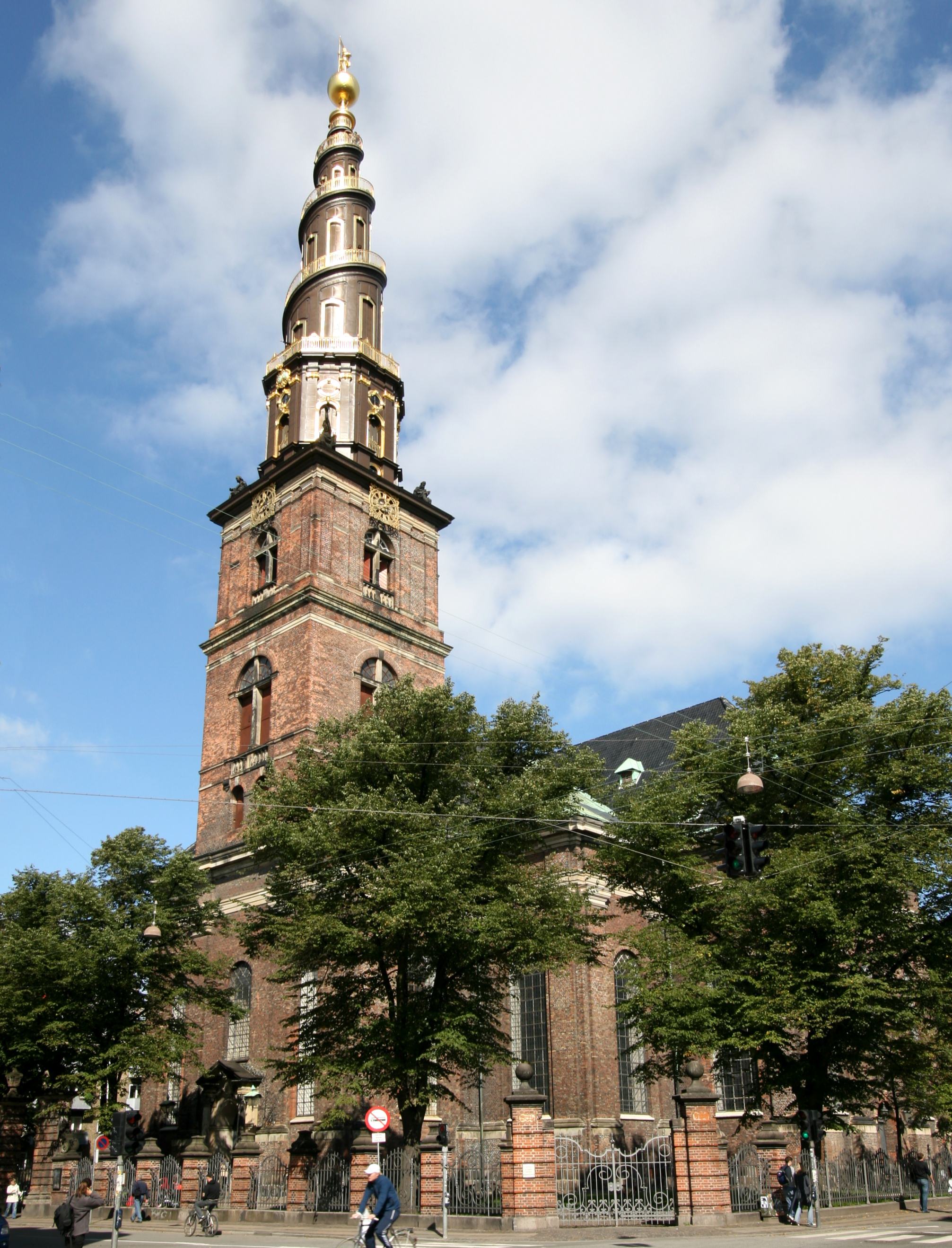
L'église de Notre-Sauveur.

- Église réformée française de Copenhague
- Église du Saint-Esprit
- Église de Grundtvig
- Église Saint-Paul
- Vor Frelsers Kirke (Église de Notre-Sauveur)
- Église de la Trinité
- Cathédrale catholique de Copenhague
- Eglise Saint-Pierre

#### Monuments historiques
- Børsen
- Rundetårn

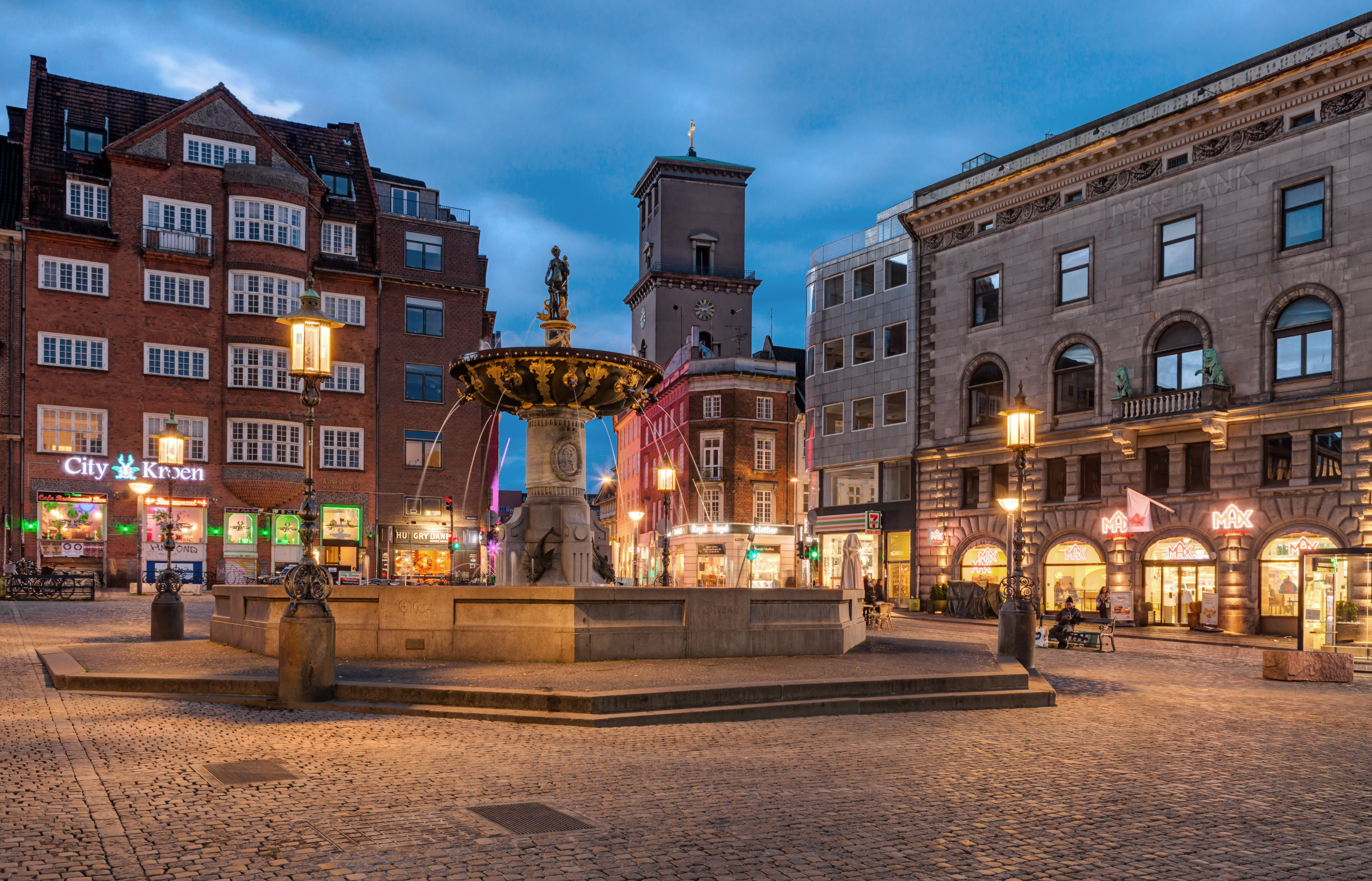
La Caritasbrønden (Fontaine de la charité, sans doute), plus ancienne fontaine de Copenhague. Photo avril 2018.

- Sorte Hest (ancienne auberge et relais de poste)
- Colonne de la Liberté

#### Statues
- La Petite Sirène
- Fontaine de Gefion
- La statue I Am Queen Mary représentant Mary Thomas[37]
- La statue équestre d'Absalon[38]

#### Musique classique
- Opéra de Copenhague
- Orchestre royal du Danemark
- Orchestre symphonique national du Danemark
- Salle symphonique de Copenhague construite par Jean Nouvel

### Tourisme

#### Restaurants
- Noma et le chef René Redzapi (deux étoiles au Guide Michelin, deuxième selon le Top 50 S.Pellegrino[39])
- Geranium[40] et le chef Rasmus Kofoed (trois étoiles au Guide Michelin, triple médaillé au Bocuse d'Or, 5e selon le Top 50 S.Pellegrino[39])

#### Hôtel
- Radisson Collection Royal Hotel, un établissement œuvre du designer Arne Jacobsen, ouvert en 1960 au cœur de la ville.

## Événements
- En 1895, la ville accueille l'Exposition féminine[41].
- Copenhague accueille quatre fois le congrès mondial d'espéranto : en 1956, 1962, 1975 et 2011. Les thèmes des deux derniers sont « La place des femmes dans la société » et « Dialogue et intercompréhension ». Chacun des congrès a rassemblé plus de 1 000 participants[42].
- En décembre 2009, Copenhague accueille le sommet sur le réchauffement climatique de l'Organisation des Nations unies. Son échec est retentissant[43].
- Copenhague accueille le 59e Concours Eurovision de la chanson en mai 2014[44].
- Chaque année, au mois de juillet, se déroule le Copenhagen Jazz Festival.
- Chaque année, au mois de juin, se déroule la fête de rue, Distortion[45], organisée depuis 1998.
- En 2022, la ville accueille le départ du Tour de France 2022 pour une course contre la montre, en boucle dans les rues de la ville[46].
- En 2023, Copenhague est nommée capitale mondiale de l'architecture par l'UNESCO[47].

## Personnages connus associés à Copenhague
- Hans Christian Andersen (1805-1875), écrivain
- Mianne Bagger (1966-), golfeuse
- Anthon Bang (1809-1870), écrivain et éditeur norvégien
- Niklas Björnberg (1758-1829), homme d'affaires et directeur de la Compagnie suédoise des Indes orientales
- Niels Bohr (1885-1962), physicien
- Jens Bodtker Rasmussen (1947-2005), herpétologiste
- Tycho Brahe (1546-1601), astronome
- Estrid Dane (1891-1977), pédiatre.
- Aura Dione (née en 1985), chanteuse.
- Nanna Ditzel (1923-2005), architecte et designer
- Helen Dohlmann (1870-1942), sculptrice
- Carl Theodor Dreyer (1889-1968), cinéaste
- Giancarlo Esposito (né en 1958), acteur
- Emma Gad (1852-1921), écrivaine
- Niels Wilhelm Gade (1817-1890), compositeur
- Jan Gehl (né en 1936), urbaniste et architecte
- Rolf Graae (1916-1996), architecte
- Nikolai Grundtvig (1783-1872), philosophe, écrivain et poète
- August Wilhelm Hartmann (1775-1850), compositeur danois
- Johann Peter Emilius Hartmann (1805-1900), compositeur danois
- Ludvig Holberg (1684-1754), historien et dramaturge
- Bodil Ipsen (1889-1964), réalisatrice
- Victor Isbrand (1897-1989), peintre
- Arne Jacobsen (1902-1971), architecte
- Robert Jacobsen (1912-1993), artiste
- Grete Jalk (1920–2006), designer
- Niels Peter Jensen (1802 -1846), compositeur, flûtiste et organiste
- Søren Kierkegaard (1813-1855), philosophe
- Per Kirkeby (né en 1938) artiste
- Ludvig Manthey (1769-1842), pharmacien danois
- Mads Mikkelsen (né en 1965), acteur
- Georg Mohr (1640-1697), mathématicien
- Carl Nielsen (1865-1931), compositeur
- Aaron Nimzowitsch (1886-1935), théoricien du jeu d'échecs
- Agnes Obel (née en 1980), chanteuse
- Sigbjørn Obstfelder (1866 - 1900), poète norvégien
- Verner Panton (1926-1998), designer
- Josephine Skriver (née en 1993), mannequin
- Daniel Stenderup (né en 1989), footballeur danois.
- Christian Thomas (1896-1970), gymnaste
- Hans Peter Jörgen Julius Thomsen (1826-1909), chimiste
- Mike Tramp (née en 1961), chanteur de White Lion
- Lars Ulrich (né en 1963), batteur de Metallica
- Serge Vandercam (1924-2005), artiste
- Lars von Trier (né en 1956), réalisateur
- Kristen Jensen Lyngby (1829-1871), philologue
- Joseph Abrahamson (1789-1847), officier et pédagogue
- Frederik Abrahamson (1822-1911), officier et homme politique
- Victor Borge (1909-2000), pianiste, comédien et chef d'orchestre

## Copenhague dans la littérature

### Contes
- Nouveaux contes d'hiver, Karen Blixen ; série de contes dont Saison à Copenhague et Conversation nocturne à Copenhague.

### Livre-objet
- Fin de Copenhague, Asger Jorn et Guy Debord, 1957[48].

### Romans
- D'un château l'autre, Louis-Ferdinand Céline, Gallimard, Paris, 1957

### Romans policiers
- Smilla et l'amour de la neige, Peter Hoeg, 1995.
- Minuit à Copenhague, Dan Turèll, L'Aube, 2012.

## Films tournés à Copenhague
- 1922/23 : Inga Larsen de Hans Steinhoff, avec Henny Porten (scènes tournées en avril et mai 1923)
- 2001 : La Répétition de Catherine Corsini, avec Emmanuelle Béart, Pascale Bussières (scènes tournées en 2001)
- Films de Nicolas Winding Refn : Bleeder en 1999, la trilogie Pusher (avec Mads Mikkelsen) en 1996, 2004 et 2005
- 2007 : Room 205 (Kollegiet) de Martin Barnewitz
- 2015 : Pitch Perfect 2 de Elizabeth Banks (les scènes avant les mondiaux sont tournées à Copenhague, mais les mondiaux sont tournés à Bâton-Rouge, en Louisiane)
- 2015 : Danish Girl de Tom Hooper

## Sport
La ville compte de nombreux clubs de football, dont le FC Copenhague qui évolue en première division danoise et joue à domicile au Parken Stadium.
Copenhague est aussi connue pour son important club de handball masculin, le KIF Copenhague, évoluant au plus haut rang européen et son club féminin, le HG Copenhague, évoluant également au plus haut rang européen.
Copenhague a été désignée « Capitale Européenne du Sport » pour l'année 2006.
En octobre 2009, Copenhague a accueilli la 121e session olympique, où Rio de Janeiro a été désignée pour organiser les Jeux olympiques d'été de 2016.
En 2011, Copenhague a organisé les championnats du monde de cyclisme sur route pour la sixième fois, après avoir accueilli la première édition de l'épreuve en 1921 puis en 1931, 1937, 1949 et 1956 : aucune autre ville n'a organisé aussi souvent l'épreuve.
En 2022, la ville accueille pour la première fois le Tour de France avec le grand départ de l'épreuve. 

### Clubs sportifs
Football
- FC Copenhague
- Amager Boldklub 1970
- B 1908 Amager
- B 93 Copenhague
- BK Frem Copenhague
- Fremad Amager
- Hvidovre IF
- Vanløse IF

Handball
- KIF Copenhague
- HG Copenhague

Hockey sur glace
- KSF Kopenhagen

#### Anciens clubs
Handball
- AG Copenhague
- Kolding IF
- FC Copenhague Handball
- AG Håndbold